# 핀볼

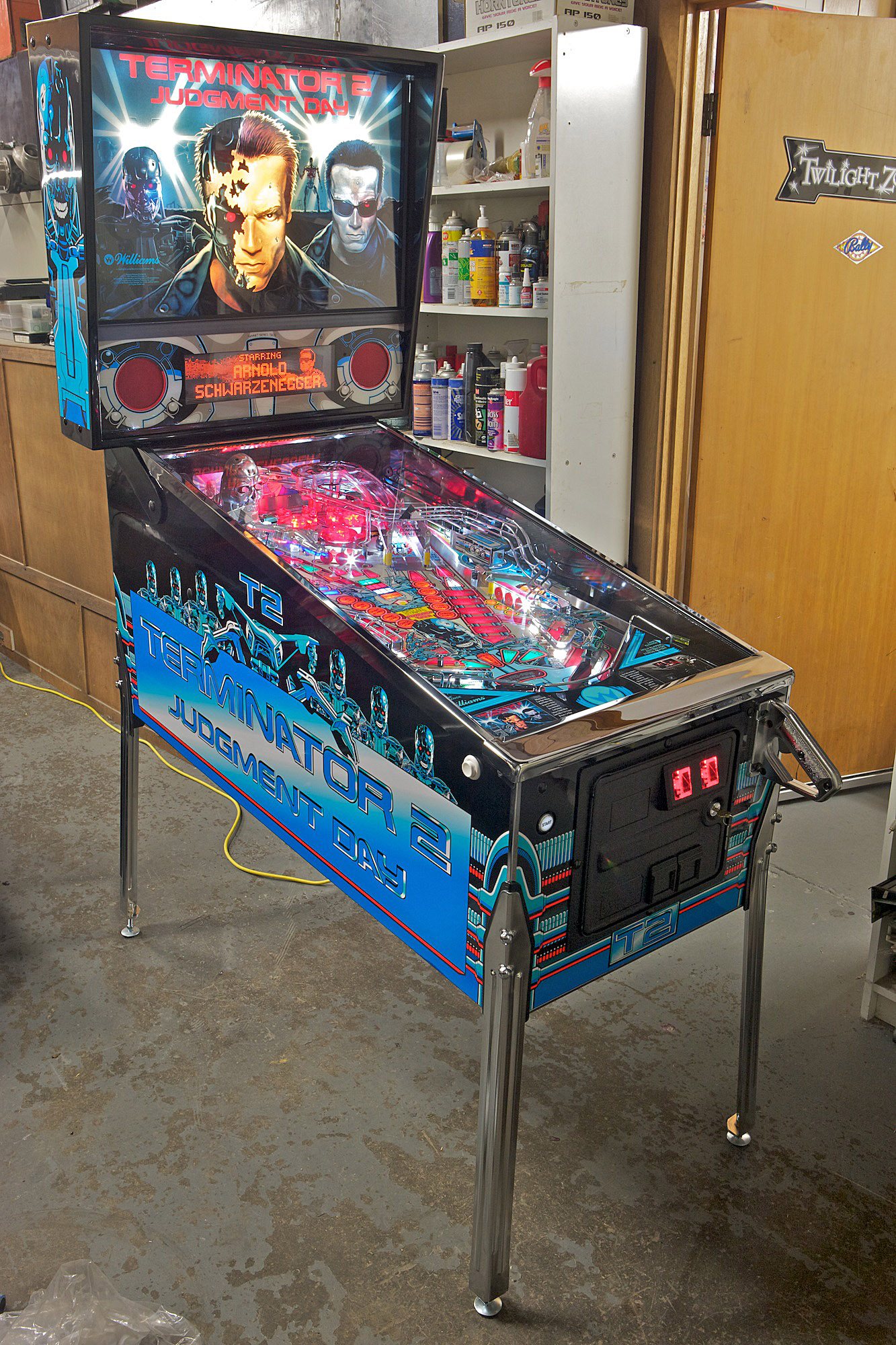
터미네이터 2 (핀볼), 1991년 스티브 리치가 디자인한 핀볼 머신

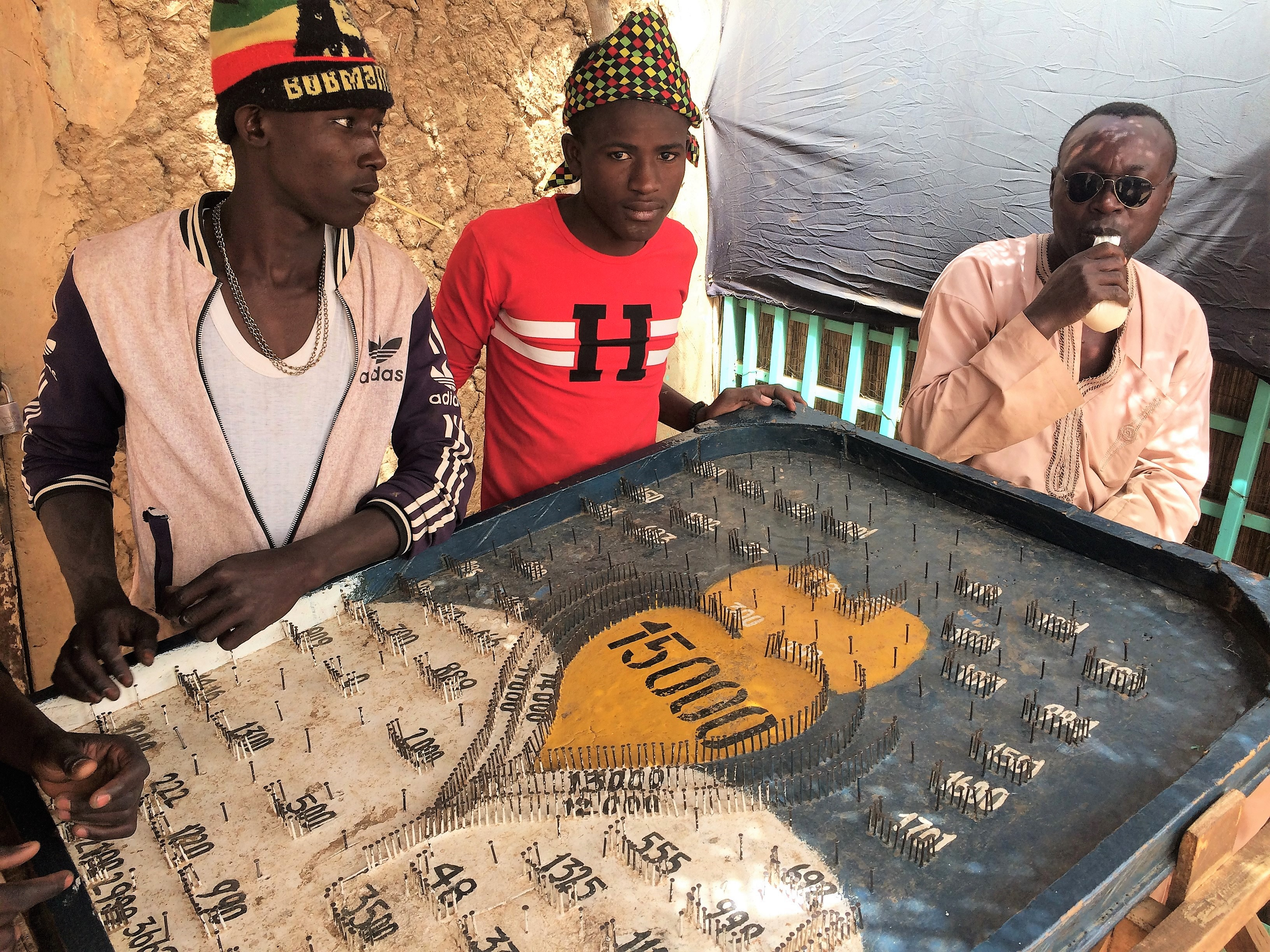
니제르의 수제 핀볼 게임

핀볼(pinball) 게임은 특별히 디자인된 테이블에 공을 쳐서 튕겨 보내는 게임의 한 종류로, 공이 다양한 장애물에 부딪히면서 점수를 얻거나 멈췄을 때 점수를 얻는다. 역사적으로 보드에는 '핀'이라고 불리는 못이 박혀 있었고, 공이 그 안에 멈추면 점수를 얻는 움푹 패인 곳이나 주머니가 있었다. 오늘날 핀볼은 디자인에 따라 다양한 조명, 범퍼, 경사로 및 기타 목표물을 맞추는 핀볼 머신으로 알려진 특별히 디자인된 아케이드 캐비넷에 공을 발사하는 아케이드 게임이 가장 일반적이다.
게임의 목표는 일반적으로 공을 잃기 전에 플리퍼를 사용하여 이러한 목표물을 치고 다양한 샷을 만들어 가능한 한 많은 점수를 얻는 것이다. 대부분의 핀볼 머신은 특별한 멀티볼 단계 외에는 턴당 공 1개를 사용하며, 마지막 턴의 공을 모두 잃으면 게임이 끝난다. 역사적으로 가장 큰 핀볼 머신 제조업체는 밸리 매뉴팩처링, 고틀립, 윌리엄스 일렉트로닉스, 스턴 핀볼이 포함된다.
현재 활동 중인 핀볼 머신 제조업체에는 스턴 핀볼, 저지 잭 핀볼, 아메리칸 핀볼, 시카고 게임 회사, 핀볼 브라더스, 더치 핀볼, 스푸키 핀볼 및 멀티모픽 주식회사와 여러 소규모 부티크 제조업체가 포함된다.

## 역사
핀볼 머신의 역사는 자료에 따라 다르다. 이 기계는 확실히 제2차 세계 대전 이전에 알아볼 수 있는 형태로 등장했다. 초기 프로토타입의 관련성에 대한 의견은 핀볼 머신의 정의에 따라 다르다. 예를 들면 다음과 같다.
- 스티븐 엘. 켄트와 같은 일부 연구자들은 고틀립의 배플 볼과 레이먼드 말로니의 밸리후가 대량으로 생산된 1930년대부터 역사가 시작된다고 주장한다.
- 핀볼 역사가인 로저 샤프는 몽태규 레드그레이브의 용수철 발사대 및 플레이필드 벨 특허(1871)에 기원이 있다고 주장한다.
- 리처드 엠. 부쉘은 테이블 버전의 가든 볼링 게임이 발명된 1500년대로 역사를 거슬러 올라간다.

### 근대 이전: 야외 및 테이블탑 볼 게임의 발전
핀볼의 기원은 다른 많은 게임들의 역사와 얽혀 있다. 잔디밭에서 공이나 돌을 굴려 하는 보체 또는 론볼과 같은 야외 게임은 결국 막대기로 공을 치고 목표물을 향해 굴리는 다양한 지역 그라운드 빌리아드 게임으로 발전했는데, 종종 장애물 주변에서 이루어졌다. 크로케, 골프 및 팔 몰은 결국 그라운드 빌리아드의 변형에서 파생되었다.
야외 게임의 진화는 마침내 빌리아드와 같이 테이블에서 플레이할 수 있는 실내 버전이나, 술집 바닥에서 플레이할 수 있는 볼링 및 셔플보드와 같은 게임으로 이어졌다. 이러한 게임의 테이블탑 버전이 현대 핀볼의 조상이 되었다.

### 18세기 후반: 용수철 발사대 발명

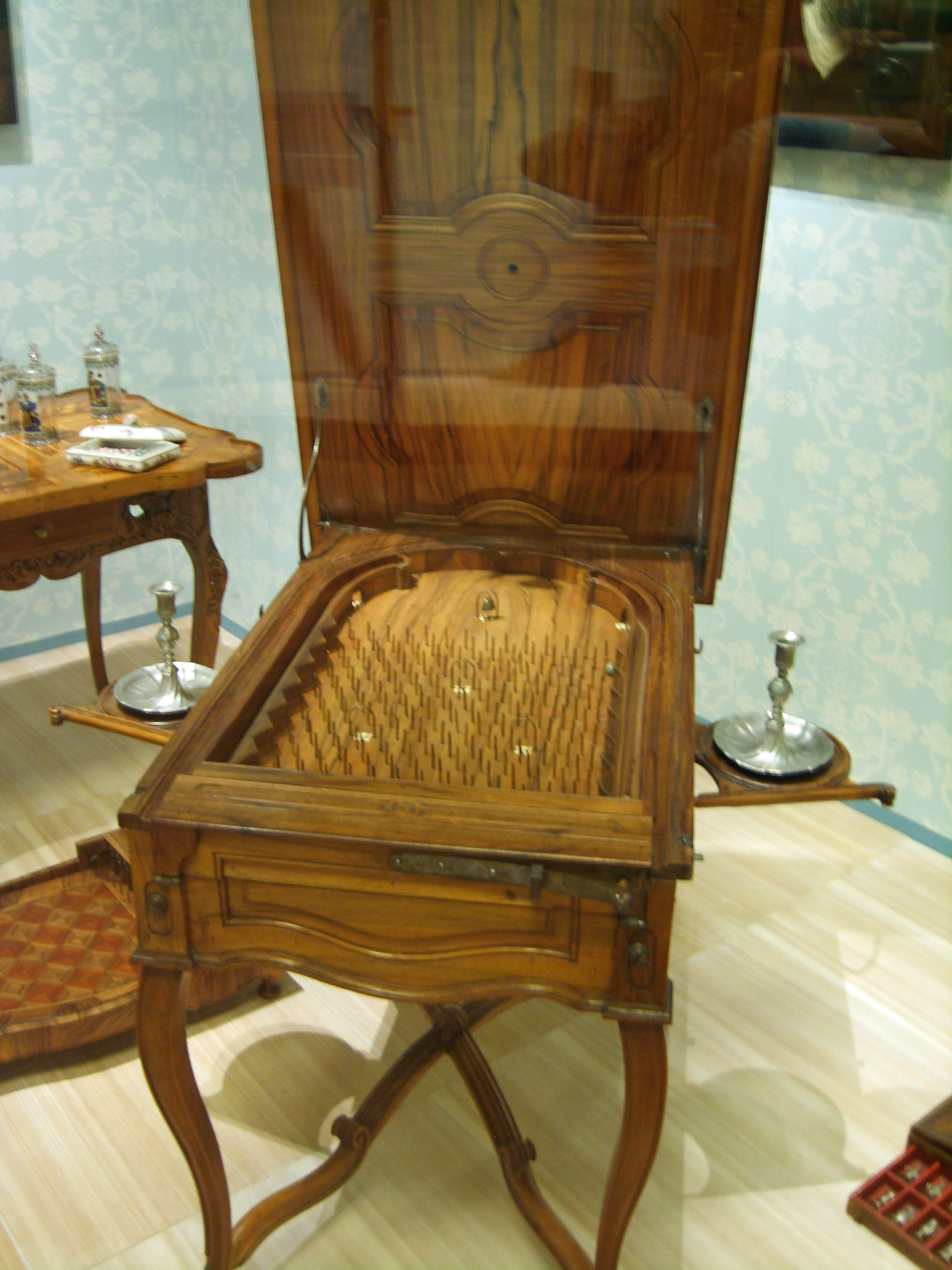
빌라드 자포네, 엘자스, 프랑스. c. 1750–70. 몽태규 레드그레이브의 특허보다 100년 전에 이미 공을 발사하는 용수철 장치가 있었다.

1643년부터 1715년까지 루이 14세의 긴 통치 기간 동안 프랑스에서 당구 테이블은 좁아지고 테이블 한쪽 끝에 나무 핀이나 스키틀이 놓였으며, 플레이어는 다른 쪽 끝에서 스틱이나 큐로 공을 쏘는 게임을 했는데, 이는 볼링과 당구 모두에서 영감을 받았다. 핀은 넘어졌을 때 재설정하는 데 너무 오래 걸려서 결국 테이블에 고정되었고, 테이블 바닥의 구멍이 목표물이 되었다. 플레이어는 핀에서 공을 튕겨내어 더 어려운 점수 획득 가능한 구멍을 맞출 수 있었다. 이 게임의 표준화된 버전은 결국 바가텔로 알려졌다.
1750년대에서 1770년대 사이에 프랑스어로 빌라드 자포네 또는 영어로 일본식 당구라고 불리는 바가텔 변형이 서유럽에서 발명되었는데, 그 이름에도 불구하고 그러했다. 스토스푸델이라고도 불리는 이 게임은 얇은 금속 핀을 사용했으며, 테이블의 플레이어 쪽 끝에 있는 큐를 코일 용수철과 플런저로 대체했다. 플레이어는 이 플런저를 사용하여 경사진 플레이필드를 따라 득점 목표를 향해 공을 쏘았는데, 이 장치는 오늘날까지 핀볼에서 사용되고 있으며, 이 게임은 또한 파친코의 직접적인 조상이기도 했다.

### 1869년: 용수철 발사대가 대중화되다

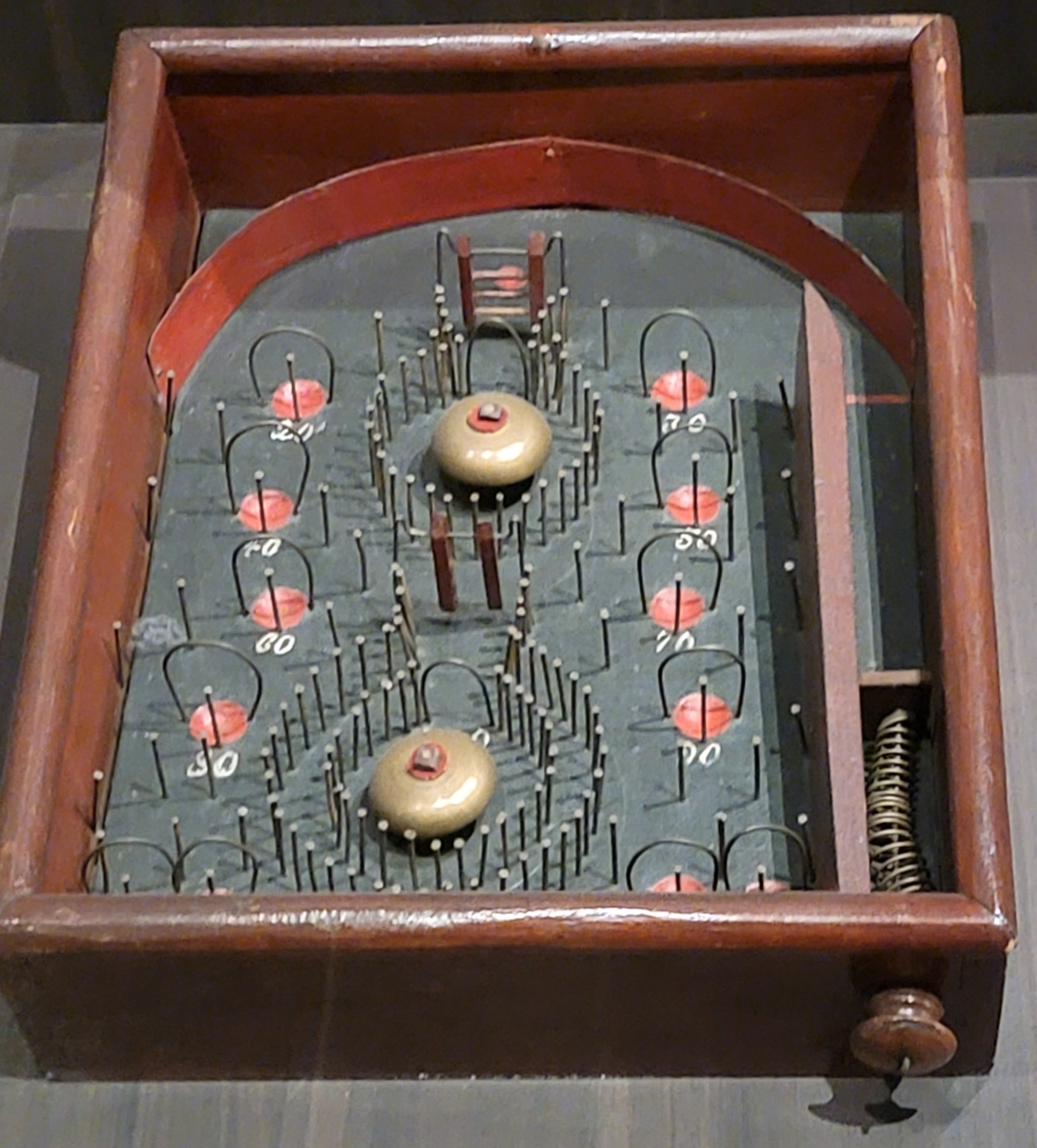
미국 특허 번호 115,357에 대한 특허 모델

1869년, 영국 발명가 몽태규 레드그레이브는 미국에 정착하여 오하이오주 신시내티에서 바가텔 테이블을 제조했다. 1871년 레드그레이브는 빌라드 자포네에서 처음 도입된 용수철 발사대의 다른 이름인 그의 "바가텔 개선"에 대해 미국 특허 번호 115,357을 부여받았다. 이 게임은 또한 바나 카운터 위에 맞도록 크기가 줄어들었다. 공은 대리석이 되었고 위켓은 작은 금속 핀이 되었다. 레드그레이브의 용수철 발사기 대중화와 게임 디자인 혁신(플레이필드 벨)은 현대 핀볼의 탄생으로 인정받고 있다.

### 1931년: 동전 작동 방식 도입

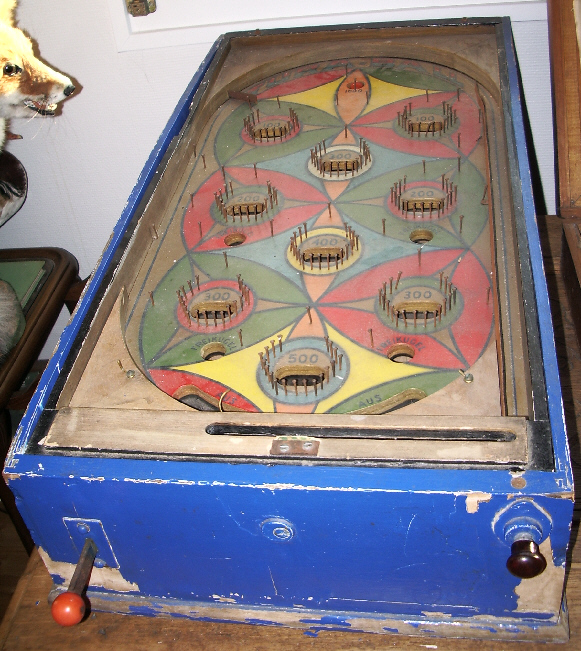
플리퍼가 없는 초기 핀볼 게임, 약 1932년

1930년대까지 제조업체들은 동전 작동 방식의 바가텔을 생산했는데, 이때는 "구슬 게임" 또는 "핀 게임"으로 알려졌다. 테이블은 유리 아래에 있었고 몽태규 레드그레이브의 플런저 장치를 사용하여 공을 상단 플레이필드로 발사했다. 1931년 데이비드 고틀립의 배플 볼은 동전 작동 시대의 첫 히트작이 되었다. 17.50달러에 판매된 이 게임은 1페니에 5~7개의 공을 내보냈다. 전성기에는 고틀립이 하루에 400대의 배플 볼 기계를 생산하여 이 회사를 핀볼 머신의 첫 번째 주요 제조업체로 자리매김했다.:33
1932년, 고틀립의 유통업체인 레이먼드 말로니는 판매할 더 많은 배플 볼 기계를 구하기 어려웠다. 좌절감을 느낀 그는 라이온 매뉴팩처링을 설립하여 인기 잡지의 이름을 딴 밸리후라는 자신의 디자인 게임을 생산했다. 이 게임은 대성공을 거두었다. 더 큰 플레이필드와 10개의 포켓은 배플 볼보다 더 도전적이었고, 7개월 만에 5만 대가 판매되었다. 말로니는 결국 이 게임의 성공을 반영하여 회사의 이름을 밸리로 변경했다. 이러한 초기 기계들은 비교적 작고 기계적으로 단순했으며 카운터나 바 상단에 놓이도록 설계되었다.

### 1933년: 전기화 및 액티브 범퍼 도입
1930년대에는 전기화의 도입으로 핀볼 디자인에 큰 발전이 있었다. 캘리포니아 로스앤젤레스의 퍼시픽 어뮤즈먼트는 1933년에 컨택트를 생산했는데, 이 게임은 플레이필드 중앙의 보너스 구멍에서 공을 발사하는 전기식 솔레노이드를 가지고 있었다. 다른 솔레노이드는 벨을 울려 플레이어에게 보상했다. 컨택트의 디자이너인 해리 윌리엄스는 결국 1944년에 자신의 회사인 윌리엄스 매뉴팩처링을 설립했다. 다른 제조업체들도 곧 유사한 기능을 따랐다. 전기 조명은 플레이어를 유인하기 위해 모든 핀볼 게임에서 곧 표준이 되었다.
1932년 말까지 약 150개의 회사가 핀볼 머신을 제조했으며, 대부분은 일리노이주 시카고에 있었다. 시카고는 그 이후로 핀볼 제조의 중심지였다. 경쟁이 치열했고, 1934년까지는 14개 회사만 남았다.
제2차 세계 대전 중에는 모든 주요 동전 작동 게임 제조업체가 전쟁을 위해 제조로 전환했다. 윌리엄스와 같은 일부 회사는 운영자로부터 오래된 게임을 사서 애국적인 테마로 새로운 아트워크를 추가하여 개조했다. 전쟁이 끝날 무렵, 미국인들은 술집과 몰트 가게에서 오락거리를 찾았고, 핀볼은 또 다른 황금기를 맞이했다. 틸트 감지 장치 및 무료 게임 제공과 같은 개선이 이루어졌다.

### 1947년: 플리퍼 도입
1947년에 출시된 고틀립의 험티 덤티는 공을 더 오래 플레이할 수 있도록 플레이어 제어 플리퍼를 추가한 최초의 게임이었다.:54–55 저전력 플리퍼는 공을 위로 보내기 위해 플레이필드 주변에 3쌍이 필요했다.
트리플 액션은 플레이필드 하단에 두 개의 플리퍼만 갖춘 최초의 게임이었다. 최신 기계와 달리 플리퍼는 바깥쪽을 향했다. 이러한 플리퍼는 DC (직류) 전원 공급 장치가 추가되어 더 강력해졌다. 이러한 혁신은 디자이너 스티브 코덱의 많은 혁신 중 일부였다.
고틀립의 저스트 21은 1950년 1월에 출시되었으며, 익숙한 이중 내향 플리퍼 디자인을 특징으로 한 최초의 게임이었다. 그러나 플레이필드 하단 중앙에 포탑 공 슈터를 허용하기 위해 플리퍼는 상당히 멀리 떨어져 있었다. 또 다른 1950년 고틀립 게임인 스팟 볼러는 내향 플리퍼가 서로 가깝게 배치된 최초의 게임이었다.
전후 시대는 고틀립이 지배했다. 게임 디자이너 웨인 네이옌스와 에드 크린스키, 그리고 아티스트 르로이 파커는 수집가들이 최고의 고전 핀볼 머신으로 여기는 게임들을 생산했다.

### 1970년대: 솔리드 스테이트 전자 장치 및 디지털 디스플레이 도입

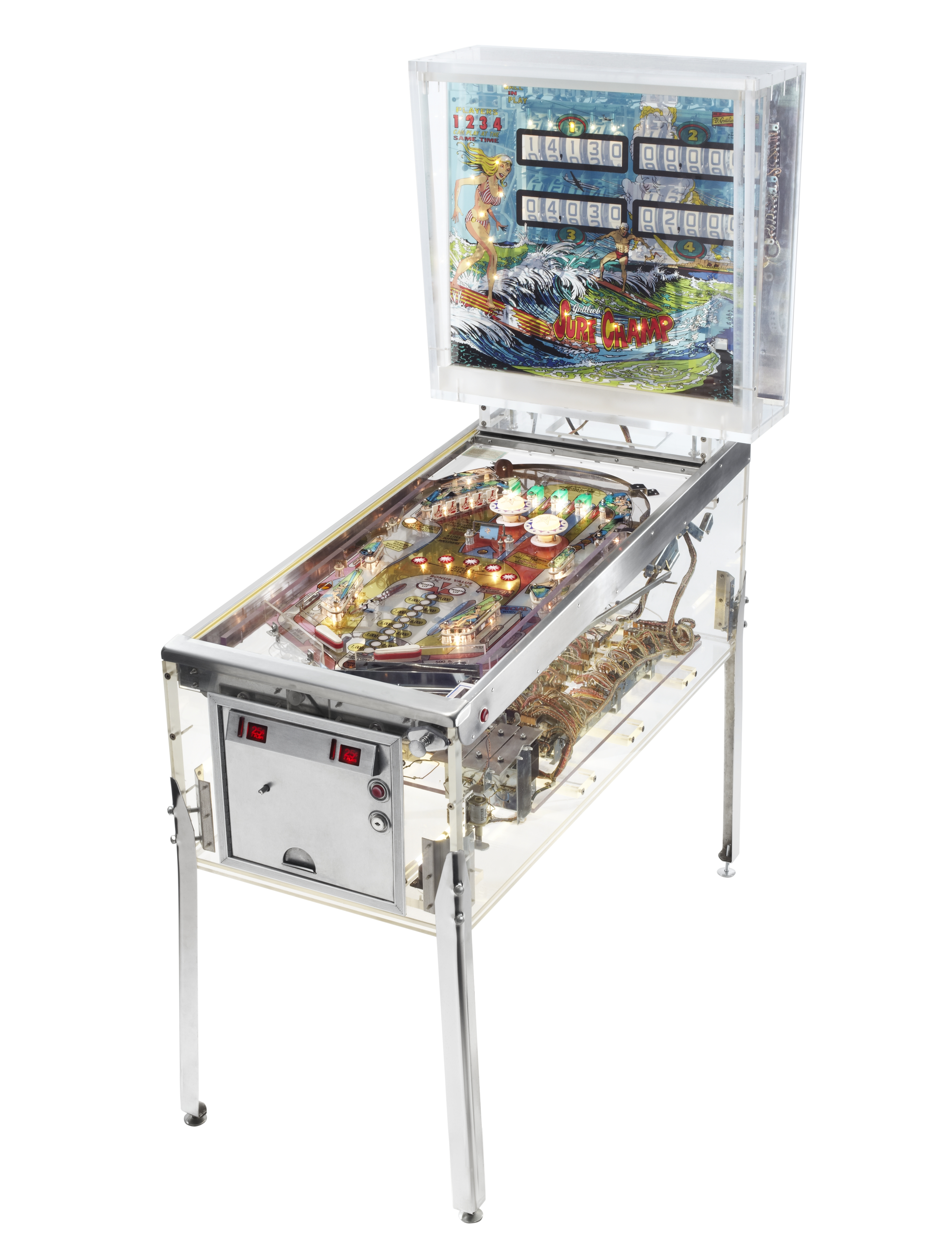
퍼시픽 핀볼 박물관이 전형적인 핀볼 머신의 내부 작동 방식을 보여주기 위해 만든 투명 벽 전기기계식 핀볼 머신

마이크로프로세서의 도입은 핀볼을 전자 게임의 영역으로 가져왔다. 1950년대와 1960년대에 게임을 구동했던 전기기계식 릴레이와 스코어링 릴은 1970년대에 회로 기판과 디지털 디스플레이로 대체되었다. 마이크로프로세서를 사용한 최초의 핀볼 머신은 1974년 밸리가 만든 프로토타입 플리커였다. 밸리는 같은 해 마이크로프로세서 보드를 사용하여 보우 앤 애로우의 솔리드 스테이트 버전을 출시했는데, 이 보드는 1978년까지 다른 8대의 머신에도 사용되었으며, 1977년부터 1993년까지 판매 기록을 보유했던 에이트 볼도 포함되었다.
일부 사람들은 최초의 솔리드 스테이트 핀볼이 미르코 게임즈의 스피릿 오브 '76 (1976)이라고 생각하지만, 주류 솔리드 스테이트 게임은 윌리엄스의 핫 팁 (1977)이었다. 이 새로운 기술은 윌리엄스와 밸리에게 붐을 가져왔는데, 더 복잡한 규칙, 디지털 음향 효과 및 음성을 특징으로 하는 게임으로 더 많은 플레이어를 유치했다.
1980년대 비디오 게임 붐은 핀볼 붐의 종말을 알렸다. 아케이드에서는 1978년의 스페이스 인베이더, 1979년의 아스테로이즈, 1980년의 팩맨, 1981년의 갤러가와 같은 비디오 게임으로 핀볼 머신 열을 대체했다. 이 게임들은 당시 핀볼 머신보다 훨씬 더 많은 수익을 올리는 동시에 유지 보수도 덜 필요했다. 밸리, 윌리엄스, 고틀립은 핀볼 머신을 계속 만들면서 훨씬 더 많은 수의 비디오 게임도 제조했다.
많은 대기업이 다른 기업에 인수되거나 합병되었다. 시카고 코인은 스턴 가문에 인수되었고, 스턴 가문은 회사를 스턴 엔터프라이즈로 디지털 시대로 이끌었지만 1980년대 중반에 문을 닫았다. 밸리는 1988년에 핀볼 사업을 중단하고 자산을 윌리엄스에 매각했으며, 윌리엄스는 그 이후로 자사의 핀볼 출시작의 절반 정도에 밸리 상표를 사용했다.
1970년대 후반과 1980년대 초반의 비디오 게임 열풍이 핀볼 수익에 심각한 타격을 입혔지만, 이는 업계의 창의적인 재능을 자극했다. 관련 모든 회사는 새로운 솔리드 스테이트 기술을 활용하여 핀볼의 플레이어 매력을 향상시키고 비디오 게임에서 이탈한 이전 플레이어를 되찾으려고 노력했다. 이러한 창의성의 일부는 오늘날까지도 존재하는 랜드마크 디자인과 기능으로 이어졌다. 이 중 일부에는 윌리엄스의 고르가와 같은 음성, 윌리엄스의 스페이스 셔틀과 같이 공이 움직일 수 있는 경사로, 윌리엄스의 파이어파워에 사용된 "멀티볼", 고틀립의 블랙홀과 윌리엄스의 블랙 나이트와 같은 멀티 레벨 게임, 밸리의 크세논에 사용된 깜박이는 추적 조명이 포함된다. 이러한 새로운 기능들이 제조업체가 기대했던 것처럼 플레이어를 되찾지는 못했지만, 수십 년 동안 핀볼에 대한 플레이어의 인식을 변화시켰다.

### 1980년대와 1990년대: 디지털 시대의 핀볼

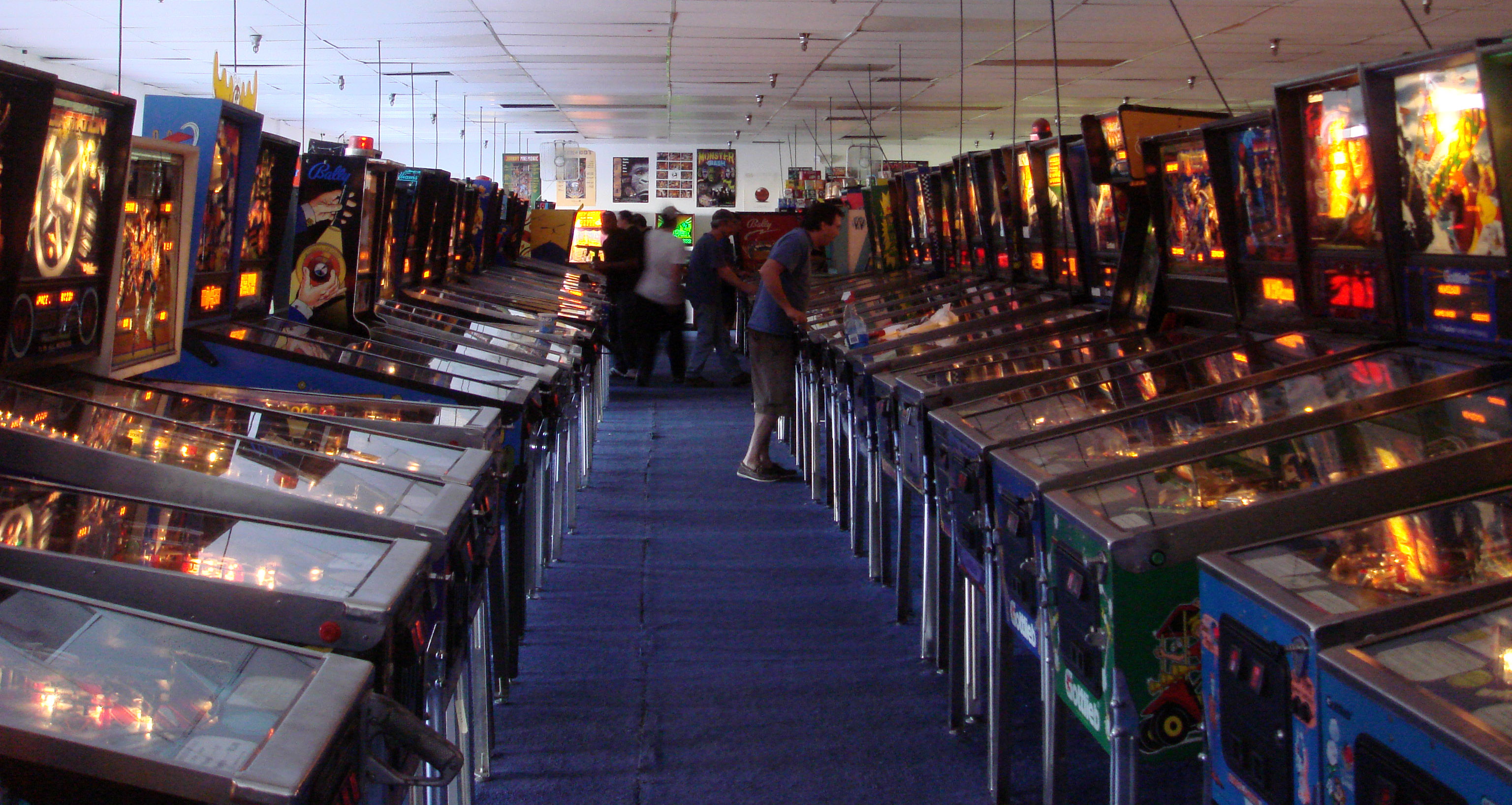
네바다주 라스베이거스의 핀볼 명예의 전당에 있는 핀볼 머신 줄

1980년대에 핀볼 제조업체는 기술 변화를 탐색하면서 소유권 변화와 합병을 거쳤다. 고틀립은 프리미어 테크놀로지스에 매각되었고, 밸리는 윌리엄스와 합병되었다. 1983년 비디오 게임 위기는 제조업체들이 핀볼 판매에 다시 집중하도록 만들었다. 비디오 게임을 따라 더 많은 컴퓨팅 자원을 사용하기 위해 핀볼이 점점 더 정교해지는 경향이 시작되었다.
1980년대 후반의 게임들, 예를 들어 하이 스피드는 전체 사운드트랙, 정교한 조명 쇼 및 백박스 애니메이션을 통합하기 시작했는데, 이는 이전 10년의 전기기계 게임과는 근본적인 변화였다. 핀볼은 아케이드에서 비디오 게임과 계속 경쟁했지만, 당시 비디오 게임은 정확한 핀볼 경험을 재현할 수 없었기 때문에 핀볼은 프리미엄 틈새 시장을 유지했다.
1990년대 초반까지 핀볼은 강력한 복귀를 하여 새로운 판매 최고치를 기록했다. 캡콤 핀볼과 데이비드 고틀립의 아들인 앨빈 고틀립이 설립한 앨빈 G. 앤 컴퍼니와 같은 새로운 제조업체들이 등장했다. 윌리엄스 공동 창립자인 샘 스턴의 아들인 게리 스턴은 일본의 데이터 이스트 자금으로 데이터 이스트 핀볼을 설립했다.
윌리엄스의 게임은 이제 업계를 지배하며, 복잡한 기계 장치와 더 정교한 디스플레이 및 사운드 시스템으로 새로운 플레이어를 게임으로 끌어들였다. 인기 있는 영화와 당대의 아이콘을 라이선스하는 것이 핀볼의 주요 요소가 되었고, 1992년 밸리/윌리엄스의 아담스 패밀리는 20,270대로 현대 판매 기록을 세웠다. 1994년, 윌리엄스는 1,000대의 한정판 아담스 패밀리 골드 핀볼 머신으로 이 기록을 기념했는데, 금색 트림과 새로운 게임 기능이 추가된 업데이트된 소프트웨어를 특징으로 했다. 다른 주목할 만한 인기 라이선스에는 인디아나 존스: 핀볼 어드벤처와 스타 트렉: 더 넥스트 제너레이션이 포함되었다. 유럽과 아시아 시장의 확장은 관심 부활에 도움이 되었다. 팻 로러는 디자이너로, 1999년 윌리엄스가 업계를 떠날 때까지 윌리엄스에서 일했다. 약 1년 후, 로러는 자신의 회사를 설립하여 스턴 핀볼과 협력하여 새로운 게임을 제작했다.
1990년대 말에는 업계에 또 다른 불황이 닥쳤고, 고틀립, 캡콤, 앨빈 G는 1996년 말까지 문을 닫았다. 데이터 이스트의 핀볼 사업부는 세가에 인수되어 1994년에 세가 핀볼이 되었다. 1997년까지는 세가 핀볼과 윌리엄스 두 회사만 남았다. 1999년, 세가는 당시 세가 핀볼 사장이었던 게리 스턴에게 핀볼 사업부를 매각했고, 그는 자신의 회사를 스턴 핀볼이라고 불렀다.
이때까지 윌리엄스의 게임은 거의 4,000대 이상 판매되지 않았다. 1999년, 윌리엄스는 핀볼 플레이필드에 비디오 디스플레이를 통합한 핀볼 2000 라인의 게임으로 판매를 부활시키려 시도했다. 반응은 초반에는 리벤지 프롬 마스가 6,000대 이상 판매되면서 좋았지만, 불과 6년 전 출시작들의 10,000대 이상 생산량에는 미치지 못했다. 다음 핀볼 2000 게임인 스타 워즈 에피소드 I은 3,500대 조금 넘게만 판매되었다.
윌리엄스는 1999년 10월 25일 더 수익성이 높은 카지노용 게임 장치 제작에 집중하기 위해 핀볼 사업에서 철수했다. 윌리엄스는 밸리/윌리엄스 부품 복제 권한을 일리노이 핀볼에, 대형 기계 복제 권한을 핀볼 팩토리에 라이선스했다. 스턴 핀볼은 2013년 저지 잭 핀볼이 오즈의 마법사를 출시하기 전까지 유일한 오리지널 핀볼 머신 제조업체로 남아 있었다. 스턴 핀볼 디자인 팀의 대부분은 윌리엄스의 전 직원들이다.
1990년대 폐쇄 속에서 컴퓨터와 가정용 콘솔에서 판매되는 가상 핀볼 시뮬레이션은 진지한 플레이어들이 주목할 만큼 충분히 높은 품질이 되었다. 에픽 핀볼, 풀 틸트! 핀볼 및 프로 핀볼 시리즈와 같은 이러한 비디오 버전의 핀볼은 시장에서 성공을 거두고 팬들의 지속적인 관심을 끌면서 현실적인 핀볼 시뮬레이션의 새로운 트렌드를 시작했다. 이 시장은 실제 핀볼 제조업체와는 독립적으로 존재했으며, 2000년대까지 라이선스 대신 오리지널 디자인에 의존했다.

### 2000년대 이후: 부흥
1990년대에 대부분의 핀볼 제조업체가 문을 닫은 후, 2000년대 초반부터 소규모 독립 제조업체가 등장하기 시작했다.
2005년 11월, 호주 멜버른의 핀볼 팩토리(TPF)는 밸리 레이블로 새로운 크로커다일 헌터 테마의 핀볼 머신을 생산할 것이라고 발표했다. 스티브 어윈의 사망으로 인해 이 게임의 미래가 불확실하다고 발표되었다. 2006년 TPF는 1990년대 인기 있던 윌리엄스 머신 2대, 미디벌 매드니스와 칵터스 캐니언을 재생산할 것이라고 발표했다. 하지만 TPF는 새로운 기계를 생산하겠다는 약속을 이행하지 못했고, 2010년 10월에 윌리엄스 일렉트로닉 게임 라이선스와 핀볼 부품 제조 및 유통 사업을 캘리포니아의 핀볼 교체 부품 유통업체인 플래니터리 핀볼 서플라이 Inc에 이전했다.
2006년, 일리노이 핀볼 회사인 핀볼 매뉴팩처링 Inc.는 유럽 및 미국 시장을 위해 캡콤의 빅 뱅 바 재생산품 178대를 생산했다.
2010년 스페인의 마르사플레이는 인더의 오리지널 카나스타를 리메이크한 뉴 카나스타를 제조했는데, 백박스에 액정 디스플레이(LCD) 화면을 포함한 최초의 게임이었다.
2013년, 저지 잭 핀볼은 1939년 영화 오즈의 마법사를 기반으로 한 오즈의 마법사 핀볼 머신을 출시했다. 이것은 백박스에 대형 컬러 디스플레이(LCD)를 사용한 미국 최초의 핀볼 머신으로, 1994년 이후 최초의 와이드바디 핀볼 머신이며 2001년 이후 스턴 핀볼이 만들지 않은 최초의 새로운 미국 핀볼 머신이다. 이 게임 이후 기존 미디어 속성과 오리지널 테마를 통합한 여러 핀볼 머신이 추가로 출시되었다.
2013년 시카고 게임 회사는 미디벌 매드니스 리메이크 제작을 발표했다. 이어서 세 대의 초기 기계 리메이크가 뒤따랐다. 2023년에는 영화 펄프 픽션을 기반으로 한 첫 오리지널 타이틀, 펄프 픽션을 발표했다.
2014년, 새로운 핀볼 제조업체인 스푸키 핀볼은 첫 게임인 아메리카스 모스트 혼티드를 출시했다. 이어서 몇 가지 테마 게임, 오리지널 게임 및 계약 게임이 나왔다.
2015년, 새로운 영국 핀볼 제조업체인 하이웨이 핀볼은 레이싱 테마의 핀볼 머신인 풀 스로틀을 출시했다. 이 게임은 플레이어의 시선 높이에서 플레이필드 표면에 점수, 정보 및 애니메이션을 표시하는 LCD 화면이 있다. 이 게임은 플레이필드와 아트워크를 향후 게임 타이틀로 교체할 수 있도록 모듈식으로 설계되었다. 하이웨이 핀볼의 두 번째 타이틀인 에이리언은 2017년에 출시되었으며 에이리언 및 에이리언 2 영화를 기반으로 했다. 내부 회사 문제로 인해 하이웨이 핀볼은 2018년 4월에 제조 운영을 중단하고 문을 닫았다. 회사의 자산은 스칸디나비아 회사인 핀볼 브라더스가 인수했으며, 2020년에는 에이리언 핀볼 머신의 리메이크를 공식 발표했다. 핀볼 브라더스는 2021년에 공개된 퀸(퀸 밴드 기반) 및 2024년 ABBA(ABBA 스웨덴 밴드 기반)를 포함하여 추가 게임 타이틀을 출시했다.
2016년 네덜란드에 본사를 둔 더치 핀볼은 1998년 영화 위대한 레보스키를 기반으로 한 첫 게임 위대한 레보스키를 출시했다.
2017년, Multimorphic은 수년간의 개발 끝에 핀볼 머신 플랫폼 출시를 시작했다. 이는 캐비닛에 다양한 게임을 교체할 수 있는 모듈식 디자인이다. 또한 플레이필드 표면으로 큰 대화형 디스플레이를 가지고 있는데, 이는 전통적으로 합판으로 만들어지고 조명을 위해 반투명 플라스틱 삽입물이 박혀 있는 이전의 모든 핀볼 머신과 다르다. Multimorphic은 여러 개의 라이선스 없는 타이틀을 더 출시했으며, 2022년에는 첫 번째 라이선스 게임인 Weird Al's Museum of Natural Hilarity를 출시했다.(위어드 알 얀코빅 패러디 음악 아티스트 기반) 이어서 2024년에는 프린세스 브라이드( 동명 영화 기반)와 2025년에는 포털( 밸브 비디오 게임 시리즈 기반)과 같은 추가 라이선스 타이틀을 출시했다.
2017년 아메리칸 핀볼은 첫 양산 게임인 후디니를 출시했고, 이어서 옥토버페스트 (2018), 핫 휠스 (2020), 레전드 오브 발할라 (2020), 갤럭시 탱크 포스 (2023), 배리 오의 BBQ 챌린지 (2024)를 출시했다. 배리 오의 BBQ 챌린지는 2022년에 사망한 핀볼 디자이너 배리 아우슬러를 추모하는 그의 마지막 디자인 게임이었다.
2023년, Barrels of Fun은 첫 양산 게임인 짐 헨슨의 라비린스를 출시했다. Barrels of Fun은 2025년에 2021년 영화 듄과 2024년 속편을 기반으로 한 듄을 발표했다.
2024년에 터너 핀볼은 첫 번째 게임인 닌자 이클립스 제작에 들어갔고, 2025년에는 두 번째 게임인 멀린의 아케이드를 공개했다.
2024년, 페드레티 게이밍은 펀하우스의 리메이크를 출시했으며, 백박스에 LCD 디스플레이를 통합하고 원래 게임에 대한 여러 기술 업데이트를 포함했다.

### 도박과의 관련성
핀볼 머신은 다른 많은 기계 게임과 마찬가지로 때때로 도박 기기로 사용되었다. Bally의 "bingos"와 같은 일부 핀볼 머신은 백글라스 점수 영역에 플레이필드의 목표 또는 구멍에 해당하는 공간이 있는 격자를 특징으로 했다. 플레이어가 공을 성공적인 패턴으로 착지시킬 수 있다면 무료 게임을 얻을 수 있었다. 그러나 이것은 거의 무작위였으며, 이러한 기계의 일반적인 용도는 도박이었다. 다른 기계들은 플레이어가 많은 수의 "무료 게임"을 얻고 축적하여 장소 소유자와 돈으로 환전할 수 있도록 허용했다.
나중에 이러한 종류의 기능은 기계를 합법화하고 무료 게임 제공이 불법으로 간주되는 지역에서 법적 문제를 피하기 위해 중단되었다. Add-A-Ball이라고 불리는 일부 게임은 무료 게임 기능을 없애고 대신 플레이어에게 대부분의 경우 5개에서 25개 사이의 추가 공을 주었다. 이러한 추가 공은 백글라스의 조명 그래픽 또는 공 카운트 휠을 통해 표시되었지만 일부 지역에서는 허용되지 않았고 일부 게임은 카운터를 덮기 위한 스티커와 함께 배송되었다.
핀볼은 1940년대 초부터 뉴욕 시에서 1976년까지 금지되었다. 뉴욕 시장 피오렐로 라과디아는 핀볼이 학교 어린이들의 힘들게 번 10센트와 5센트를 앗아간다고 믿고 금지를 주도했다. 라과디아는 도시 전역에서 대규모 단속을 주도하여 수천 대의 기계를 수거했다. 시장은 경찰과 함께 슬레지해머로 기계를 파괴한 후 남은 잔해를 도시의 강에 버리는 데 참여했다.
이 금지는 AMOA(어뮤즈먼트 앤 뮤직 오퍼레이터스 협회)의 스타 증인인 로저 샤프가 1976년 4월 맨해튼 법정의 위원회 앞에서 핀볼 게임이 기술 게임이 되었으며 도박과 더 밀접하게 관련된 우연 게임이 아니라고 증언했을 때 끝났다. 그는 법정에 설치된 두 게임 중 하나를 플레이하기 시작했고, 1932년 월드 시리즈에서 베이브 루스의 홈런에 비유되는 움직임으로, 정확히 무엇을 쏠 것인지 외친 다음 그대로 실행했다. 놀란 위원회 위원들은 금지를 해제하기로 투표했으며, 이는 다른 도시에서도 뒤따랐다. 샤프는 겸손하게 자신의 법정 샷이 순전히 운이었다는 것을 인정하지만, 그가 한 일에는 분명 기술이 포함되어 있었다고 덧붙였다.
뉴욕과 마찬가지로 로스앤젤레스도 1939년에 핀볼 머신을 금지했다. 이 금지는 1974년 캘리포니아 대법원에 의해 뒤집혔는데, (1) 핀볼 머신이 우연 게임이라면 조례는 일반적인 우연 게임을 규제하는 주법에 의해 선점되었고, (2) 기술 게임이라면 조례는 법의 평등한 보호를 거부하는 것이기 때문에 위헌이라고 판결했다. 비록 거의 시행되지는 않았지만, 시카고의 핀볼 금지는 30년 동안 지속되었고 1976년에 끝났다. 필라델피아와 솔트레이크시티도 유사한 금지를 가지고 있었다. 이러한 사건에도 불구하고 일부 미국 마을에는 여전히 금지법이 남아 있다. 인디애나주 코코모 (인디애나주) 마을은 2016년 12월에 핀볼 금지 조례를 해제했고, 법이 더 이상 시행되지는 않지만 사우스캐롤라이나주는 여전히 18세 미만의 미성년자가 핀볼 머신을 플레이하는 것을 금지하고 있다(SC-63-19-2430).

## 구성 요소

### 캐비닛
핀볼 머신의 캐비닛은 (전통적으로 나무로 만들어진) 상자 모양의 틀로, 그 안에 플레이필드가 놓여 있다.

### 백박스/헤드
'백박스', '헤드' 또는 '라이트박스'는 플레이어의 반대편 캐비닛 상단에 있는 수직 상자이다. 일반적으로 측면에 화려한 그래픽이 있는 나무 상자와 전면에 큰 '백글라스'로 구성된다. 백글라스는 일반적으로 게임과 관련된 매우 양식화된 그래픽을 가지고 있다.

### 플레이필드
플레이필드는 플레이어로부터 약 6.5도 기울어진 평면 표면으로, 여러 목표물과 득점 목표가 포함되어 있다. 일부 운영자는 의도적으로 후방 다리의 나사식 레벨러를 늘리거나 전방 다리의 레벨러를 짧게 하거나 제거하여 플레이필드의 경사를 더 만들어 공이 더 빠르고 플레이하기 어렵게 만든다.
공은 입구 레인에 놓여 있는 동안 공을 때리는 용수철 장착 막대인 플런저를 사용하거나, 일부 최신 게임에서는 게임 로직에 솔레노이드를 발사하여 공을 때리도록 신호를 보내는 버튼을 사용하여 플레이에 투입된다. 두 장치 모두 결과는 동일하다. 공은 플레이필드 위로 발사된다. 공이 플레이에 들어가면 플레이어 쪽으로 아래로 움직이는 경향이 있지만, 플레이필드의 물체 또는 플레이어의 행동과의 접촉으로 인해 공은 어떤 방향으로든, 때로는 예측할 수 없게 움직일 수 있다. 플레이필드 상단으로 공을 되돌리기 위해 플레이어는 하나 이상의 플리퍼를 사용한다.
공의 조작은 "넛징"과 같은 다양한 트릭으로도 가능할 수 있다. 그러나 과도한 넛징은 일반적으로 현재 플레이어의 턴을 잃거나 (틸팅으로 알려짐) 넛징이 특히 격렬할 때 전체 게임이 종료되는 것으로 (슬램 틸팅으로 알려짐) 처벌된다. 이러한 처벌은 기계를 너무 많이 흔들면 손상되거나 게임 부품을 마모시키는 부당한 플레이와 득점이 발생할 수 있기 때문에 제정되었다. 많은 게임에는 캐비닛 하단에 슬램 틸트가 있어 캐비닛을 들어 올려 바닥에 떨어뜨려 동전 계산 스위치를 잘못 트리거하려는 시도가 있을 때 게임을 종료한다.

### 플런저
플런저는 작은 손잡이가 달린 용수철 장착 막대로, 공을 플레이필드로 발사하는 데 사용된다. 플레이어는 플런저를 특정 거리만큼 당겨서 (따라서 용수철 압축을 변경하여) 발사하는 데 사용되는 힘의 양을 제어할 수 있다. 이것은 종종 "스킬 샷"에 사용되는데, 플레이어는 공을 정확히 지정된 목표에 맞도록 발사하려고 시도한다. 공이 플레이필드의 주요 영역에서 움직이기 시작하면, 다른 공이 플레이필드로 들어와야 할 때까지 플런저는 다시 사용되지 않는다. 전자적으로 제어되는 발사기는 때때로 현대 기계의 플런저를 대체한다.
플런저를 대체하는 공 발사 버튼의 모양은 특정 게임 테마의 미학에 맞게 수정될 수 있으며, 예를 들어 군사 또는 액션 영웅 테마의 게임에서 총의 방아쇠처럼 보이도록 만들어질 수 있다.

### 플리퍼

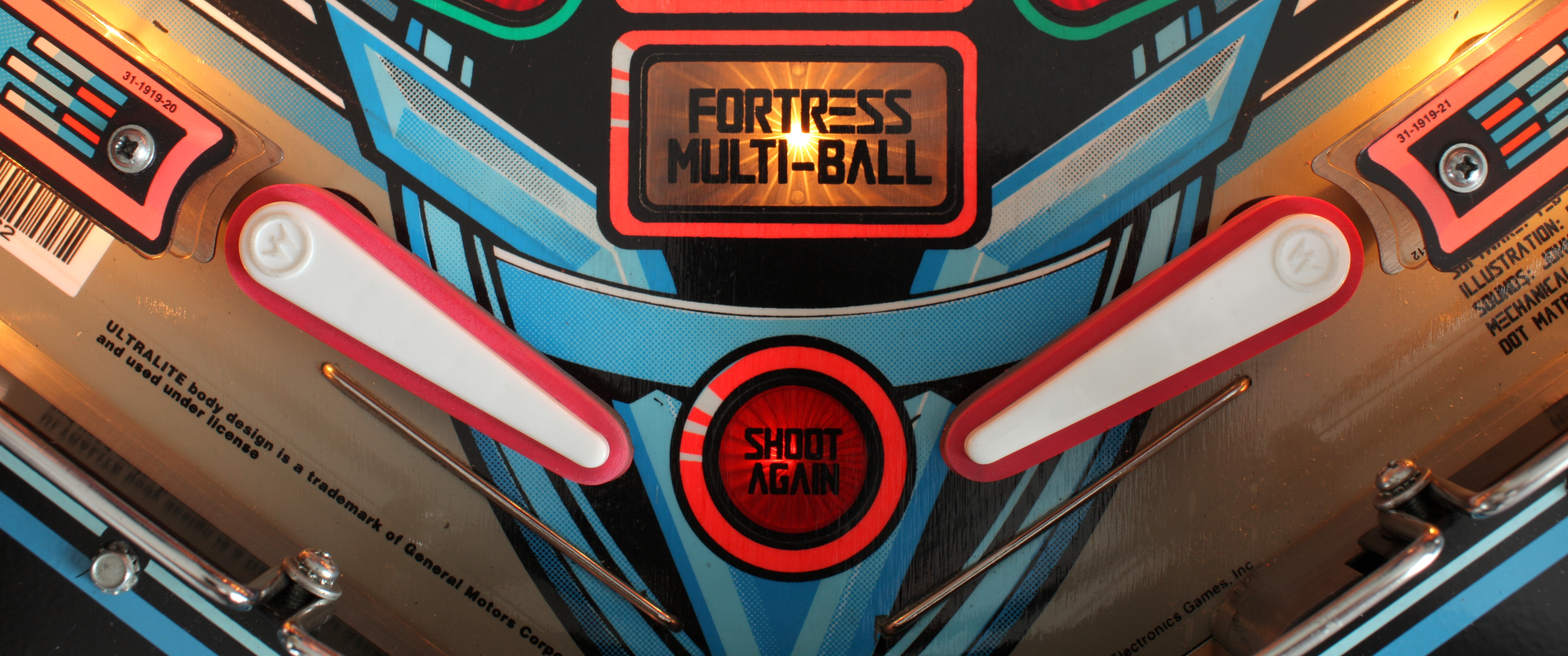
플리퍼를 통해 플레이어는 공의 방향을 바꿀 수 있다.

플리퍼는 하나 이상의 기계적 또는 전기기계적(솔레노이드) 제어 레버로, 길이는 약 3 ~ 7 cm (1 1⁄4 ~ 2 3⁄4 in)이며, 플레이필드 위로 공의 방향을 바꾸는 데 사용된다. 이는 플레이어가 공에 대해 가지고 있는 주요 제어 장치이며, 일반적으로 캐비닛 측면의 해당 푸시 버튼으로 제어된다. 주로 완전히 켜거나, 때로는 플리퍼를 위로 올리는 힘과 위치를 유지하는 두 가지 다른 강도로 전환할 수 있다. 이 제한된 위치 제어의 신중한 타이밍은 플레이어가 다양한 속도와 회전으로 공을 다양한 방향으로 보낼 수 있게 한다. 플리퍼를 사용하여 플레이어는 공을 움직여 다양한 종류의 득점 목표를 맞추고, 공이 플레이필드 바닥에서 사라지는 것을 막으려고 시도한다.
가장 초기의 핀볼 게임은 1930년대 초에 나타났으며 플리퍼가 없었다. 공을 발사한 후 공은 단순히 플레이필드 아래로 내려가며, 정적인 못("핀")에 의해 여러 득점 영역 중 하나로 향했다. 이 핀들이 게임에 이름을 부여했다. 1947년, 첫 기계식 플리퍼가 고틀립의 험티 덤티:54–55에 등장했고, 1950년대 초에는 중앙 배수구 위 하단에 두 개의 플리퍼 구성이 표준이 되었다.
일부 핀볼 모델에는 세 번째 또는 네 번째 플리퍼가 있다. 몇몇 후기 기계에는 기계의 소프트웨어가 플리퍼 버튼과 독립적으로 작동할 수 있는 플리퍼가 있다. 아담스 패밀리 핀볼 머신의 "띵 플립" 중에는 공이 플리퍼 바로 위에 있는 광학 센서를 통과한 직후 상단 왼쪽 플리퍼가 자동으로 작동된다. 극히 일부 기계만 곡선 모양의 바나나 플리퍼와 함께 나왔다.
플리퍼의 도입은 핀볼의 "황금 시대"를 열었다. 이 시대에는 다양한 핀볼 제조업체 간의 치열한 경쟁으로 인해 분야의 지속적인 혁신이 이루어졌다. 다양한 종류의 고정 및 이동 목표가 추가되었고, 회전 득점 릴이 정적인 점수 표시를 대체했다. 곧 멀티플레이어 점수가 추가되었고, 그 다음에는 벨과 다른 소음 발생 장치가 추가되어 핀볼이 게임이라기보다는 경험에 가까워지기 시작했다. 플리퍼는 많은 언어에서 핀볼의 통칭이 되었으며, 이 게임은 주로 "플리퍼"로 알려져 있다.

### 범퍼
범퍼는 맞으면 공을 적극적으로 밀어내는 둥근 손잡이다. 공을 밀어내지 않는 이전 종류의 범퍼(데드 범퍼 또는 패시브 범퍼로 알려짐)도 있다. 1960년대 이후에 만들어진 기계의 대부분의 범퍼는 액티브 범퍼이며, "팝 범퍼", "덤퍼 범퍼", "제트 범퍼" 또는 "터보 범퍼"라고도 불린다. 대부분의 최신 게임에는 일반적으로 3개 세트의 팝 범퍼가 포함되며, 디자이너의 목표에 따라 더 많거나 적을 수 있다. 범퍼는 플리퍼보다 먼저 나왔으며, 액티브 범퍼는 이전 게임에 흥미와 복잡성을 더하는 역할을 했다.
팝 범퍼는 범퍼의 하단 원주를 둘러싸고 플레이필드 표면보다 몇 밀리미터 위에 매달려 있는 링에 연결된 스위치로 작동된다. 공이 이 링 위로 굴러 한쪽을 아래로 누르면, 범퍼의 솔레노이드를 활성화하는 스위치가 닫힌다. 이것은 범퍼의 중앙 기둥을 둘러싼 테이퍼형 링을 아래로 당겨 공에 아래쪽과 바깥쪽으로 밀어내어 공을 밀어낸다.

### 키커 및 슬링샷

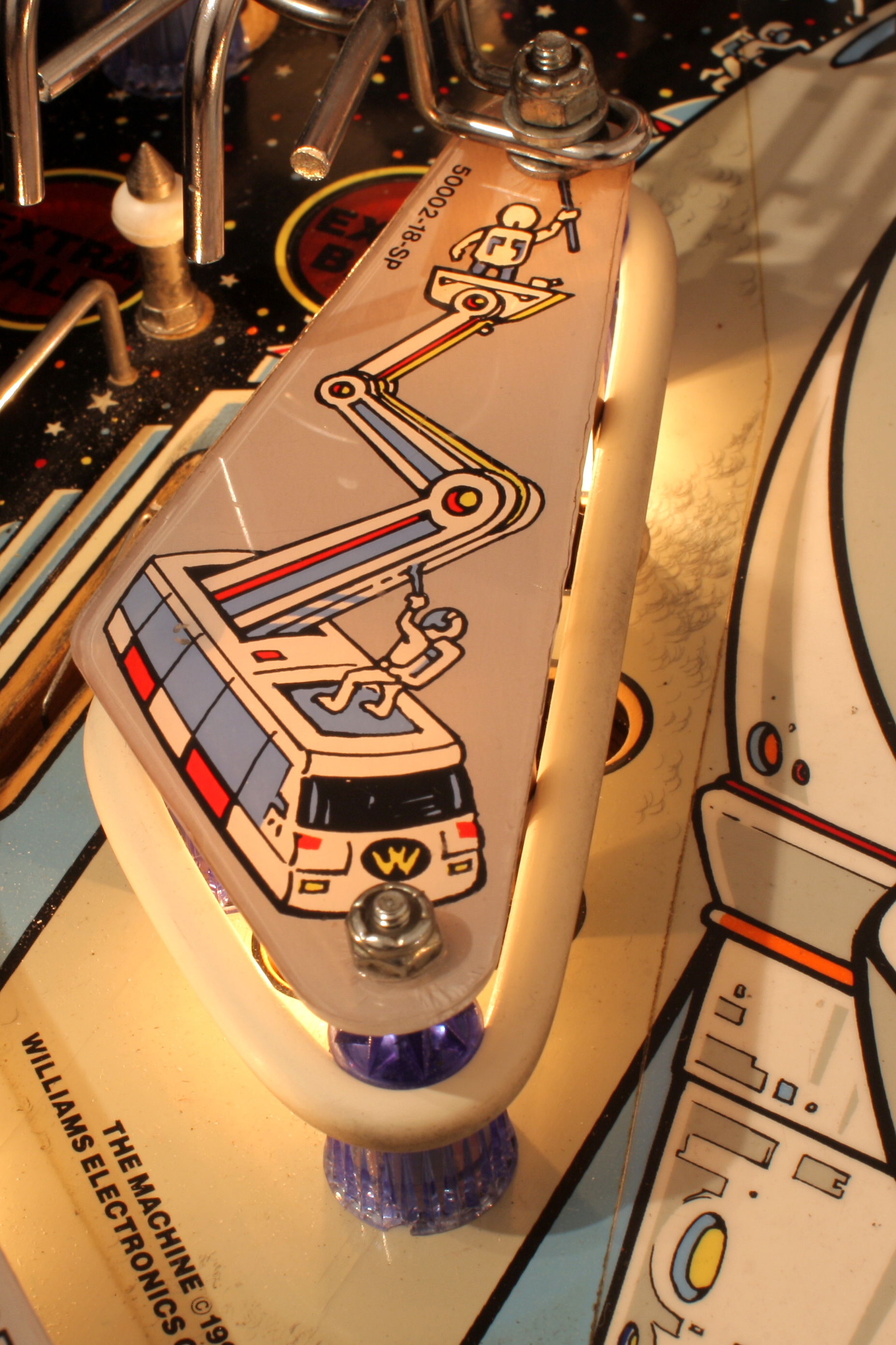
슬링샷에는 고무 밴드가 감겨 있다. 고무 뒤의 스위치는 공의 충격을 감지하고 솔레노이드 구동 레버가 공을 밀어낸다.

키커 및 슬링샷은 범퍼처럼 충격 시 공을 밀어내는 고무 패드이지만, 일반적으로 벽의 수평 측면이다. 모든 최신 핀볼 머신에는 가장 낮은 플리퍼 세트의 상단 왼쪽 및 상단 오른쪽에 슬링샷이 포함되어 있으며, 이전 게임은 더 실험적인 배열을 사용했다. 일반적인 배열에서 솔레노이드 작동 레버 암의 양쪽에 스위치가 있어 팝 범퍼와 유사하게 작동한다. 스위치는 키커 표면의 고무와 공이 접촉하여 닫히고, 이는 솔레노이드를 활성화한다.
초기 핀볼 머신은 일반적으로 키커에서 팝 범퍼, 플리퍼 자체까지 모든 유형의 솔레노이드에 대해 트리거 스위치를 통해 전체 솔레노이드 전류가 통과했다. 이로 인해 스위치 접점 간에 스파크가 발생하고 접점 오염 및 고장이 빠르게 발생했다. 핀볼 디자인에 전자 장치가 점차 구현됨에 따라, 솔레노이드는 스위치 전압 및 전류를 낮추고 스위치 수명을 크게 연장하며 게임 디자인에 유연성을 추가하기 위해 소프트웨어 제어 하의 파워 트랜지스터에 의해 스위칭되기 시작했다.
더 작고 저전력인 솔레노이드가 트랜지스터화된 최초의 부품이었고, 수년에 걸쳐 파워 트랜지스터의 가격, 성능 및 신뢰성이 향상됨에 따라 나중에 더 높은 전류의 솔레노이드가 뒤따랐다.

### 타겟

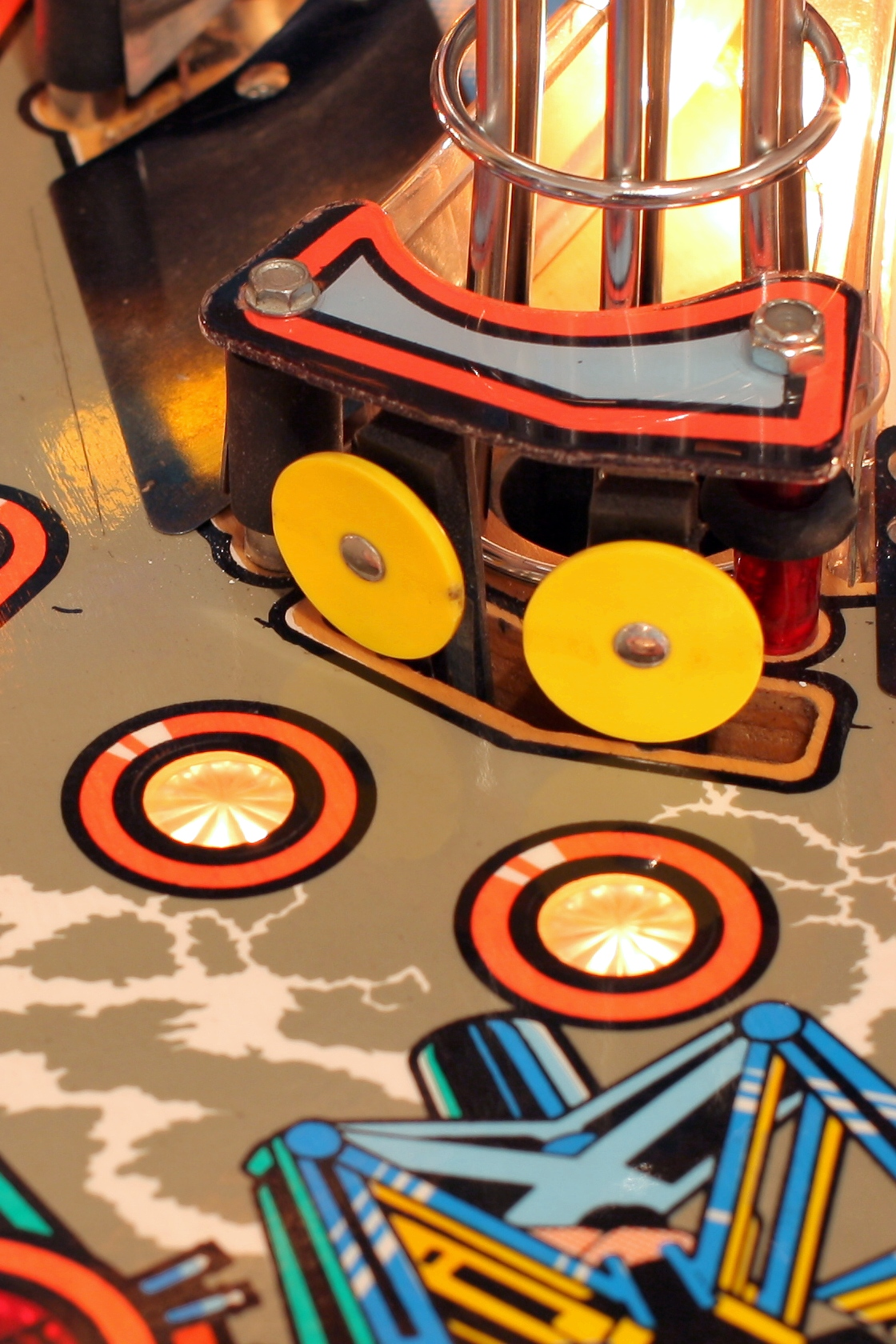
고정 타겟은 공의 충격을 감지하고 일반적으로 플레이어의 점수를 증가시킨다.

- 고정 목표: 이들은 공이 맞을 때 단순히 기록하는 정적 목표물이다. 이들은 일반적으로 플레이필드의 가장 간단한 요소이다. 스팟 목표 또는 스탠드업 목표라고도 불린다.
- 황소 눈 목표: 이들은 정적 목표물로, 고정 목표물과 유사하게 두 개의 동심원 요소를 가지고 있다. 바깥쪽 링을 맞추는 것은 일반적으로 중앙의 황소 눈을 맞추는 것보다 점수가 낮다. 주로 오래된 전기 기계 게임에서 발견된다.
- 드롭 목표: 이들은 맞으면 플레이필드 아래로 떨어지는 목표물이다. 이러한 방식으로 전체 줄을 제거하면 다양한 기능으로 이어질 수 있다. 전체 드롭 목표 대열이 맞으면 대열이 재설정되거나 다시 튀어 오를 수 있다. 또는 드롭 목표는 다른 목표물 앞에 배치되어 뒤에 있는 목표물을 맞추기 전에 드롭 목표가 떨어져야 하거나, 플레이어가 뒤에 있는 것에 공을 쏠 수 없도록 특정 시간에만 드롭 목표가 튀어 오를 수 있다. 후자의 방식으로 사용되는 경우 목표는 일반적으로 레인이나 램프를 막고 있다.
- 키킹 목표: 드물게 사용되는 이 목표물은 고정 목표물처럼 보이지만, 맞으면 공을 슬링샷이나 범퍼처럼 반대 방향으로 밀어낸다.
- 배리 타겟: 이 타겟은 타겟을 맞춘 강도에 따라 다른 점수를 부여한다. 이것은 플레이필드 아래에서 회전하는 금속 팔이다. 공이 이것을 맞으면 때로는 뒤로 래칫되어 즉시 재설정되거나 완전히 뒤로 맞은 후에만 재설정된다. 타겟이 공 한 번의 타격으로 완전히 뒤로 맞으면 일반적으로 많은 점수가 부여된다.

### 구멍과 소서
- 구멍: 플레이어는 공을 구멍으로 향하게 한다. 현대 게임에는 수직 및 수평 구멍(스쿱이라고도 함)이 모두 있으며, 게임에는 그 사이에서 공을 이동시키는 메커니즘이 포함될 수 있다. 일부 오래된 게임에는 때때로 "고블 구멍"이 포함되어 있는데, 이는 공을 반환하지 않지만, 큰 보너스나 게임 기능(공 자체일 수도 있음)을 제공한다.
- 소서: 내부에 키커가 있는 얕은 구멍이다. 공은 플레이필드에 계속 보이며 곧장 위로(일반적으로 덕트나 레일 슈트 안으로) 또는 옆으로 플레이필드 위로 튀어 나간다.

처음에 구멍과 소서는 플레이 필드 뒤에 있는 튜브를 사용하여 작동했는데, 상단에 핀이 있어 나중에 공을 떨어뜨릴 수 있었다. 또 다른 튜브 버전은 두 개의 회전하는 바퀴를 사용하여 구멍 간에 공을 이동시킨다. 최신 버전은 캐리지 또는 전자기석이 있는 전자 트랙을 사용하여 구멍 간에 공을 당긴다.

### 스피너와 롤오버

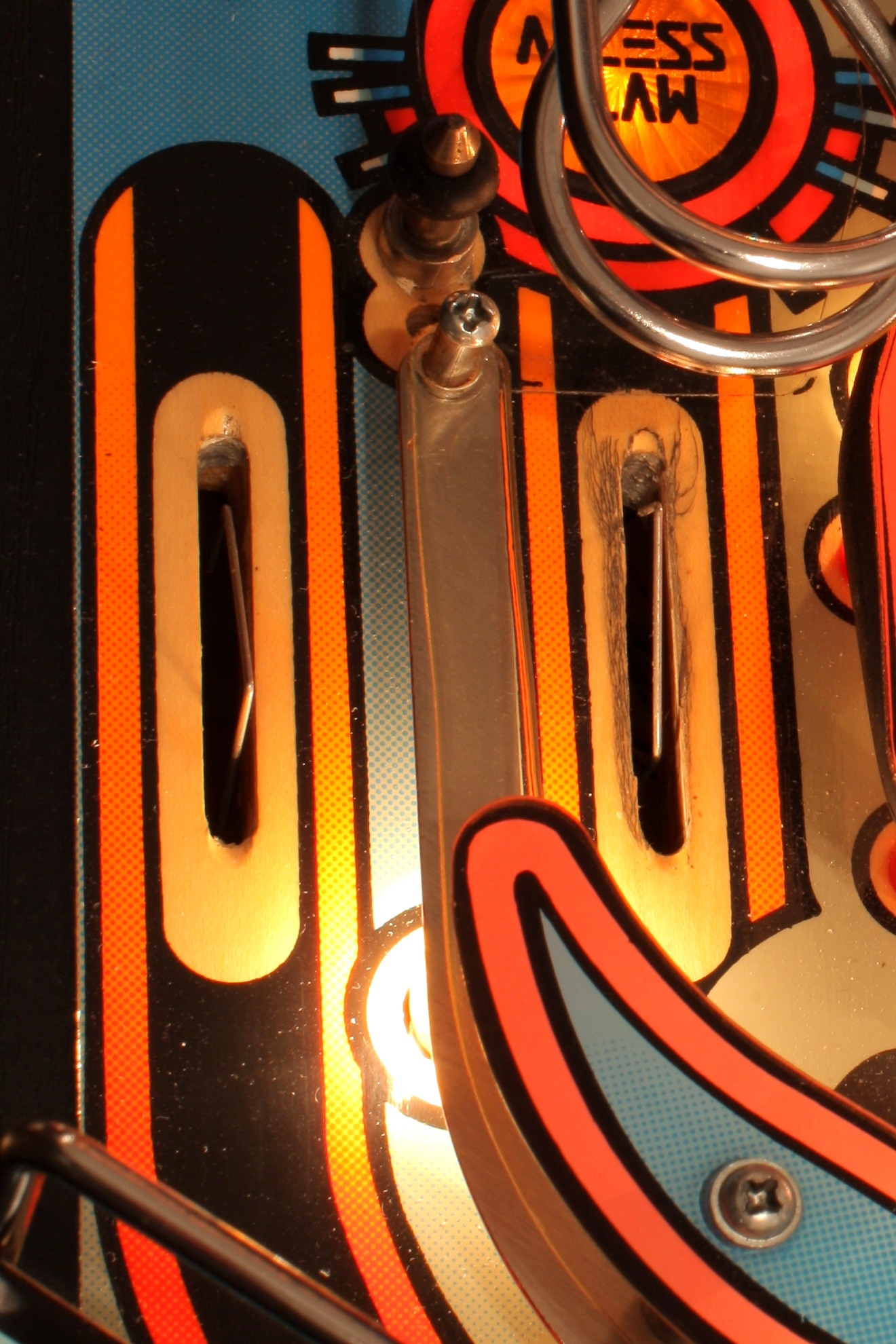
롤오버는 공이 그 위를 지나갈 때 감지한다.

- 스피너: 공은 가운데 경첩이 달린 평평한 표면을 통과하여 회전하게 할 수 있다. 각 회전은 점수를 추가한다.
- 롤오버: 공이 그 위로 굴러갈 때 활성화되는 타겟이다. 종종 일련의 롤오버 타겟이 나란히 배치되고 그 사이에 "레인"을 형성하는 칸막이가 있다. 플레이어는 특정 레인(또는 모든 레인)으로 공을 안내하여 목표를 완료해야 한다. 이러한 레인은 종종 플레이필드의 하단 측면에 배치된다. "인레인"은 공을 플리퍼로 다시 공급하고, "아웃레인"은 공이 즉시 배수되게 한다. 많은 기계에서 아웃레인은 오래된 고블 구멍과 같은 역할을 하는 추가 공이나 "스페셜"이 켜져 있을 수 있다.
- 회오리 스피너: 일부 게임에서 사용되는 회오리 스피너는 플레이필드에 있는 빠르게 회전하는 (종종 고무 처리된) 디스크로, 일시적으로 공을 "잡아" 무작위 방향으로 던진다. 일부 게임은 중앙에 자석을 배치하여 회오리 스피너와 연결하지만, 데이터 이스트만이 그렇게 하는 것으로 보인다. 밸리의 "파이어볼"과 시카고 코인의 "카지노"는 회오리 스피너가 있는 인기 있는 게임이었다.

### 스위치, 게이트, 스토퍼
- 스위치: 스위치는 공이 한 번 통과한 후 막히는 영역이다. 이것의 예는 초기 발사 레인이다. 공이 발사 레인을 통과할 때 스위치를 치고 그 통로에 다시 들어갈 수 없다.
- 게이트: 이 블록은 공이 한 방향으로만 통과하도록 허용하지만, 다른 방향으로 가면 공을 막는다.
- 스토퍼: 매직 포스트라고도 불리며, 가장 흔하게 가장 낮은 플리퍼 세트 중앙 아래와 드물게 아웃레인 옆에 위치한 작은 기둥이다. 활성화되면(일반적으로 특정 타겟을 치거나 여러 타겟을 쳐서), 기둥은 기계 내부에서 올라와 플리퍼 사이의 영역을 제한된 시간 동안 막아 공을 잃기 더 어렵게 만든다. 시간이 만료되면 플레이필드 바로 아래 원래 위치로 돌아간다.

### 경사로

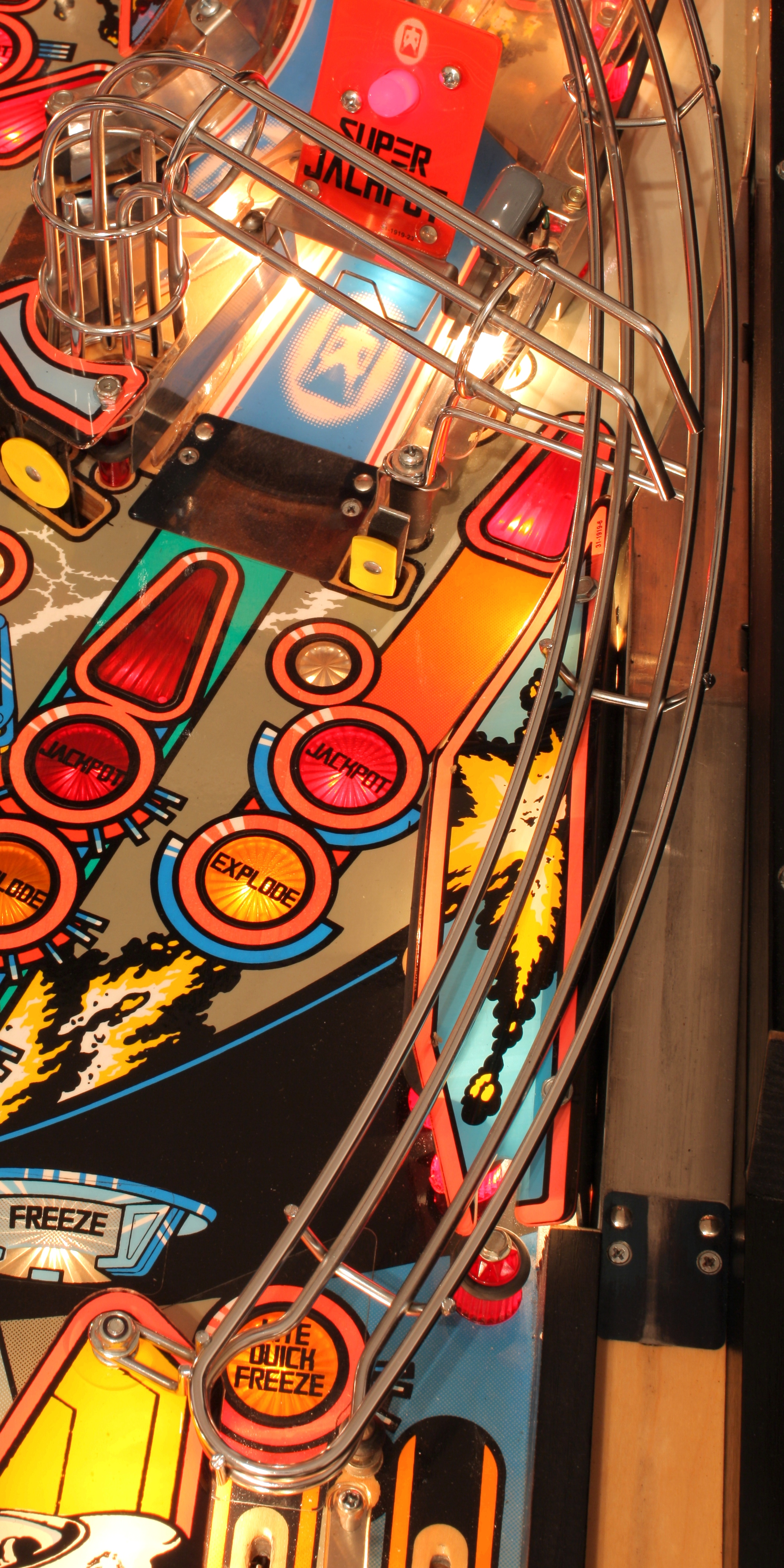
공이 이동할 수 있는 와이어 경사로

경사로는 공이 그 위를 이동할 수 있을 만큼 충분히 완만한 경사를 가진 기울어진 평면이다. 플레이어는 충분한 힘을 사용하여 공을 경사로 꼭대기로 보내고 반대쪽으로 내려가게 하려고 시도한다. 플레이어가 성공하면 "경사로 샷"을 성공한 것이다. 경사로는 종종 공이 플리퍼로 가도록 끝이나므로 여러 번 연속으로 경사로 샷을 할 수 있다. 게임에서 득점된 경사로 샷의 수는 종종 집계되며, 특정 숫자에 도달하면 다양한 게임 기능으로 이어질 수 있다. 다른 경우에는 경사로가 더 작은 "미니 플레이필드"(주로 메인 게임 표면 위에 놓인 작은 플레이필드)로 가서 특별한 목표물이나 득점을 할 수 있다.

### 장난감, 자석 및 포로 공
- 장난감: 장난감은 플레이필드 위, 위, 또는 아래(창문을 통해 보이는 플레이필드 아래 항목) 또는 캐비닛에 부착된(보통 백박스에 부착된) 다양한 물건이다. 일반적으로 각 장난감은 제작된 기계에 고유하며 게임의 테마를 반영한다. 시각적일 뿐이며 게임플레이에 영향을 미치지 않을 수도 있다. 일반적인 게임 기능을 수행하는 대체 방법일 수도 있다(예: 공을 잡기 위해 드롭 홀을 사용하는 대신 손이나 발톱이 뻗어 공을 잡고 그렇게 포획할 수 있음). 또는 게임 규칙 및 플레이의 필수적인 부분일 수도 있다(예: 플레이어가 플리퍼 버튼을 사용하여 오른쪽과 왼쪽으로 기울일 수 있는 주 플레이필드 위에 더 작은 플레이필드가 있는 것).
- 전자기: 일부 기계는 플레이필드 아래에 전기로 작동되는 자석을 특징으로 하여 게임플레이의 현재 상태에 따라 공의 속도와 궤적에 영향을 미친다. 이는 공의 움직임을 예측할 수 없게 만들거나, 일시적으로 공을 멈추거나(예: 공 세이버), 비기계적 수단으로 공을 제어하기 위해 수행될 수 있다. 전자기석은 또한 플레이필드 위 요소(종종 플레이필드 장난감의 일부로)에 사용하여 공을 잡고 다른 곳으로 이동(예: 미니 플레이필드)하는 데 사용될 수 있다. 윌리엄스 기계 트와일라잇 존은 플리퍼 버튼으로 제어되는 전자기석을 사용하는 미니 플레이필드를 특징으로 하여 플레이어가 미니 플레이필드에서 공을 튀길 수 있어 본질적으로 보이지 않는 플리퍼처럼 작동했다. 대중적인 신화와 달리, 게임플레이를 은밀하게 더 어렵게 만들거나 공 손실을 증가시키기 위한 목적으로 플레이필드 아래에 자석을 포함하는 전문적으로 생산된 핀볼 머신은 없다.[78]
- 포로 공: 때로는 공이 제한된 영역 내에서만 움직일 수 있다. 이것의 일반적인 적용은 플레이필드에 좁은 구멍이 있는 짧은 레인을 가지고 있으며, 그 안에 포로 공이 들어 있다. 플레이어는 플레이 중인 공으로 이 포로 공을 쳐서 레인을 따라 밀어 롤오버 스위치나 목표를 활성화할 수 있다. 극장의 마술과 같은 게임에서 포로 공은 때때로 작은 레인에 자유 공 옆에 있는 정적인 공인 "뉴턴 공"이라고 불리는 것을 가지고 있다. 플레이 중인 공은 뉴턴 공을 치고, 이는 차례로 인접한 공에 운동량을 전달하여 움직이게 한다.

### 백글라스
백글라스는 백박스 전면에 장착된 수직 그래픽 패널이다. 백글라스에는 기계 이름, 그래픽, 점수 디스플레이(조명, 기계식 바퀴, LED 디스플레이 또는 시대에 따라 도트 매트릭스 디스플레이가 포함된다. 일부 백글라스에는 NBA 패스트브레이크와 같이 게임플레이와 연결된 기계식 장치가 포함되어 있는데, 여기에는 미니어처 농구공과 골대가 특징이다. 오래된 게임의 경우 백글라스 이미지는 유리 조각 뒷면에 레이어로 스크린 인쇄된다. 최신 게임에서는 이미지가 트랜슬라이트에 인쇄된다.

## 특징
핀볼 게임은 점점 더 복잡해졌다. 여러 플레이 모드, 다단계 플레이필드, 심지어 기초적인 "줄거리"를 통한 진행까지도 최근 게임에서 흔한 기능이 되었다. 핀볼 득점 목표는 종종 특정 순서로 일련의 목표를 맞춰야 한다. 최신 핀볼 게임은 최대 득점을 위한 전략과 계획이 필요하다는 점에서 구별된다. 최고 점수를 원하는 플레이어는 게임 표지(일반적으로 플레이필드 왼쪽 하단 모서리에 있음)를 연구하여 고급 기능 및 득점 기술에 필요한 특정 패턴을 익히는 것이 좋다.
현대 핀볼 게임의 일반적인 특징은 다음과 같다.
- 공 잠금: 공이 특정 구멍이나 목표물에 들어갈 때마다 잠기고 플런저에 새로운 공이 나타난다. 멀티볼 기능은 플레이어가 필요한 수의 공(종종 3개)을 잠금했을 때 시작된다. 일부 게임에서는 솔레노이드 작동 게이트에 의해 물리적으로 공이 잠금되지만, 많은 새로운 기계는 대신 가상 공 잠금을 사용하는데, 게임은 잠금된 공의 수만 계산하고 풀릴 시간이 되면 메인 공 수렁에서 자동으로 발사한다.
- 멀티볼: 한 번에 여러 개의 공이 플레이 중일 때 발생하며 일반적으로 일종의 잭팟 득점을 포함한다. 플레이필드 하단으로 한 개를 제외한 모든 공을 잃으면 멀티볼이 끝나고 일반 플레이가 재개된다.
- 잭팟: 플레이필드의 일부 목표물은 다른 무언가의 득점 가치를 증가시키며, 이는 램프를 치는 것만큼 간단할 수도 있고 복잡한 목표물 순서일 수도 있다. 그 시작부터 잭팟은 1980년대 대부분의 핀볼 머신의 주요 목표였다. 잭팟은 종종 백만에서 4백만(이때는 점수에 상당한 추가였음)까지 다양했으며, 득점될 때까지 게임 사이에 가치가 누적되었다. 이를 득점하는 것은 일반적으로 복잡한 작업이었다. 현대 게임은 종종 "잭팟"의 의미를 희석시킨다. 현대 게임은 각 멀티볼 모드에서 여러 잭팟을 주는데, 이는 일반적으로 달성하기 매우 쉽고, 오늘날 잭팟의 가치는 훨씬 덜 중요하다. 특별 모드 중에 부여되는 많은 잭팟은 전혀 증가하지 않고 대신 단순히 고정 가치 보너스이다.
- 공 종료 보너스: 각 공을 플레이한 후 플레이어는 특정 기능이 활성화된 횟수 또는 플레이어가 획득할 수 있는 아이템 수에 따라 보너스 점수를 얻는다. 일부 게임은 스위치가 맞은 횟수에 따라 임의의 점수를 부여하는 것처럼 보인다. 거의 모든 게임은 보너스에 승수를 할당하는 기능을 가지고 있다. 대부분의 게임은 보너스 승수를 5배 또는 10배로 제한하지만, 최신 게임은 aparentemente 제한이 없다.
- 추가 공: 플레이어가 이를 획득했다면 공을 잃었을 때 즉시 또 다른 공을 플레이할 수 있으며, 기계는 잃어버린 공을 해당 게임의 공 제한에 포함시키지 않는다. 예를 들어, 플레이어가 공 2개로 플레이 중이고 추가 공을 획득했다면 다음 공은 세 번째 공 대신 공 2개로 계속 계산된다. 기계가 점수판에 "다시 쏘세요"라고 표시되면 추가 공이 발사될 것임을 의미한다. 멀티플레이어 게임에서는 방금 공을 잃은 플레이어가 다시 쏘는 사람이다.
- 킥백: 공이 아웃레인 중 하나로 들어가서 빠져나가지 않고 공을 플레이로 다시 발사하는 키커로 들어간다. 그 사용은 제한적이며 사용하려면 획득해야 한다.
- 다양한 시간 제한 라운드(모드): 예를 들어, 플레이어가 다음 20초 내에 특정 목표를 세 번 맞추면 수천만 점을 얻을 수 있다. 핀볼에는 시간에 관련된 기능이 매우 다양하다. 각 모드를 진행하는 동안에는 DMD 애니메이션과 소리가 동반된다.
- 스택 가능성: 스택이란 플레이어가 다른 모드가 진행 중인 동안 한 플레이 모드를 실행할 수 있음을 의미한다. 이 전략은 일반적으로 더 높은 점수를 얻는다. 이에 대한 주목할 만한 예로는 윌리엄스의 브램 스토커의 드라큘라의 멀티-멀티볼 기능이 있다.
- 마법사 모드: 이 모드는 특정 전제 조건(예: 모든 모드 완료)을 충족한 후 도달하는 특별 득점 모드이다. 이는 비디오 게임의 최종 보스 전투와 유사하다. 이에 대한 고전적인 예로는 윌리엄스의 블랙 나이트 2000 (왕의 몸값)과 미드웨이의 트와일라잇 존 (로스트 인 더 존)이 있다. 더 후의 노래 "핀볼 마법사"에서 이름을 따왔다. 마법사 모드에는 두 가지 유형이 있다. 특정 작업을 완료한 후 플레이어가 엄청난 점수를 받는 목표 지향형과, 4~6개의 공이 플레이 중이고 거의 모든 기능이 활성화된 멀티볼 모드가 있다. 일부 게임은 둘 다 제공하며 전자를 완료하는 조건으로 후자를 수여한다.
- 공 보호 장치: 많은 최신 게임에는 상당한 점수가 추가되기 전에 플레이에 투입된 공이 빠르게 빠져나가 플레이어가 실망하는 것을 방지하는 기능이 포함되어 있다. 이 플레이어에게는 즉시 다른 (무료) 공이 주어져 보상된다. 1970년대에 제작된 전기 기계식 게임에는 공 점수가 전혀 나지 않았을 경우 빠져나간 공을 되돌려주는 유사한 공 인덱스 스위치 시스템이 있었다.
- 슬램 틸트: 플레이필드 아래, 동전 문, 그리고 (전기 기계식 게임에서는) 하부 캐비닛과 상부 캐비닛에 특별한 틸트 스위치가 있어 부정 행위를 방지하도록 설계되었다. 플레이어가 기계를 들어 올리고 떨어뜨리거나, 두드리거나, 차서 슬램 틸트 스위치 중 하나를 활성화하면 모든 플레이어에게 게임이 즉시 종료되고 재설정/재부팅 모드로 전환될 수 있다. 이 스위치는 비디오 및 코인 푸셔 게임에서도 사용된다. 유사한 경사 틸트 스위치는 플레이어가 캐비닛 앞쪽을 들어 올려 공을 플레이필드 위로 다시 기울이는 것을 막아 플레이어의 턴을 종료한다.

1990년대에 게임 디자이너들은 게임에 숨겨진 반복되는 이미지나 참조를 넣기 시작했고, 이는 이스터 에그로 알려졌다. 예를 들어, 윌리엄스 디자이너들은 게임의 비디오 디스플레이에 소를 숨겼고, 팻 로러는 자신이 개발한 게임의 아트워크에 빨간색 버튼을 배치했다. 숨겨진 항목을 찾는 방법은 일반적으로 플리퍼 버튼을 특정 순서로 또는 특정 이벤트 중에 누르는 것이었다. 디자이너들은 숨겨진 메시지나 내부 농담도 포함했다. 이에 대한 한 예는 도트 매트릭스 디스플레이에 빠르게 표시되는 "DOHO"라는 문구인데, 당시 윌리엄스 디스플레이 아티스트 스콧 "매트릭스" 슬로미아니의 아내인 도리스 호를 가리킨다. DOHO는 숨겨진 객체의 문서화된 발생을 의미하는 약어라고 널리 생각되었지만, 핀 게임 저널 기사에서 진정한 의미가 밝혀졌다. 게임 스타 트렉: 더 넥스트 제너레이션은 게임 중에 복잡한 일련의 사건이 완료된 후에만 이용 가능한 숨겨진 브레이크아웃과 같은 게임을 포함하기까지 했다.

## 점수 획득

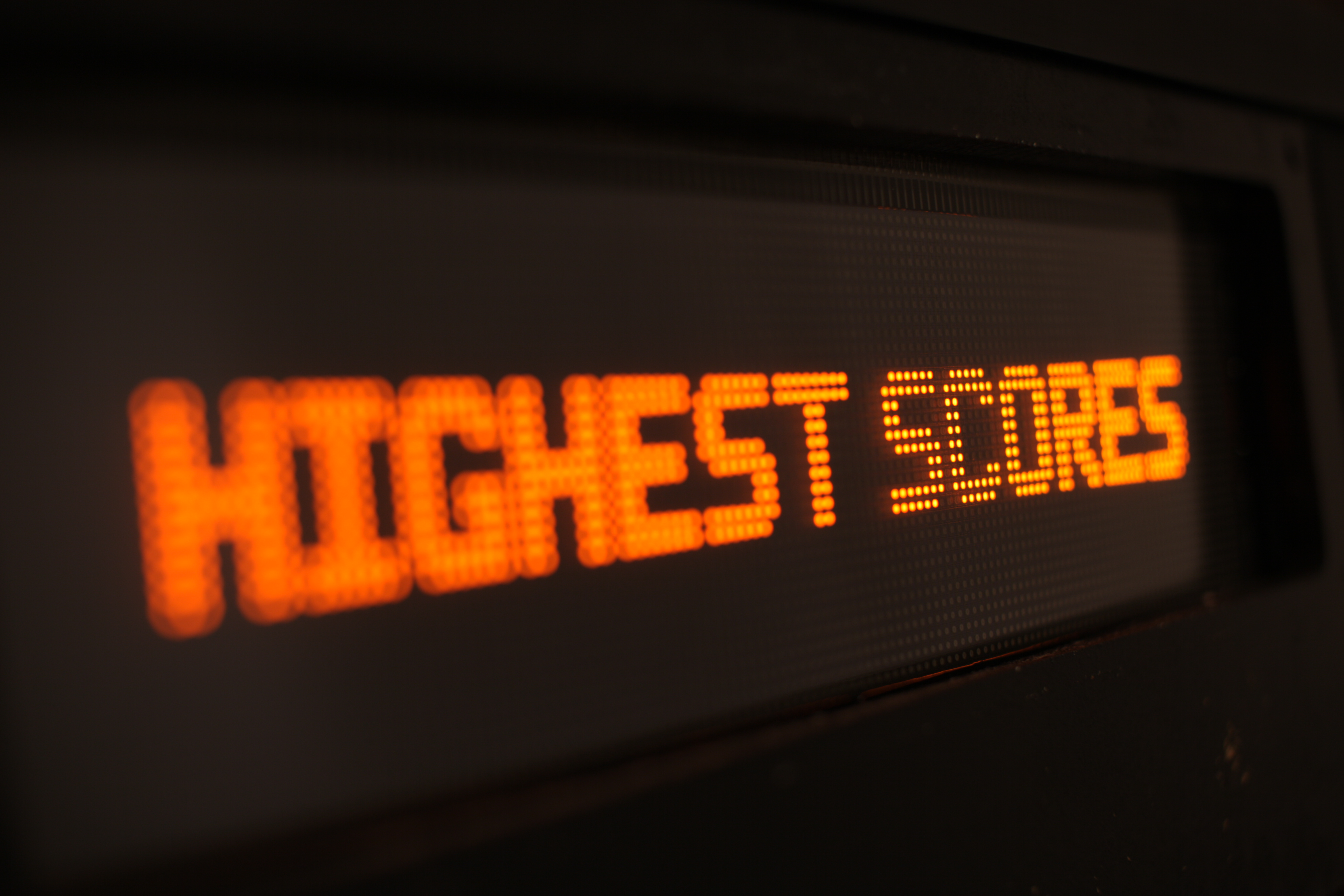
도트 매트릭스 디스플레이

득점 요소(예: 목표물 또는 램프)와의 접촉 또는 조작은 플레이어에게 점수를 부여한다. 득점 요소에 내장된 전기 스위치는 접촉을 감지하고 이 정보를 득점 메커니즘에 전달한다. 오래된 핀볼 머신은 스위치에서의 펄스가 전기 기계식 시스템을 사용하여 릴레이로 구성된 복잡한 메커니즘을 래칫하여 점수를 높였다. 나중 게임에서는 이러한 작업이 반도체 칩으로 대체되었고 디스플레이는 전자 세그먼트 또는 도트 매트릭스 디스플레이(DMD)로 만들어졌다. 핀볼 머신의 첫 번째 DMD는 체크포인트에서 사용되었으며 비디오 모드 미니게임도 특징으로 했다.
스페인의 마르사플레이는 2010년에 백박스에 LCD 화면을 포함한 인더의 오리지널 카나스타를 리메이크한 뉴 카나스타를 제조했다. 오즈의 마법사는 백박스에 LCD를 사용한 최초의 미국 핀볼 머신이다. 이것은 득점 및 미니게임에 사용되며 풀 컬러 비디오를 표시한다. 핀볼 머신의 다른 디스플레이 혁신에는 1982년의 베이비 팩맨 및 1984년의 그래니 앤 더 게이터스와 같은 핀볼 비디오 게임 하이브리드, 그리고 1988년 제조업체 미스터 게임의 핀볼 머신 다카르 백박스에 득점 및 미니게임을 위한 작은 컬러 비디오 모니터 사용 및 1999년 핀볼 2000의 CGA 컬러 모니터 사용이 포함되는데, 페퍼의 유령 기술을 사용하여 헤드의 모니터를 반사하며, 또한 ColorDMD를 사용하여 표준 모노 컬러 DMD를 대체하는 수정도 포함된다.
핀볼 득점은 기계마다 크게 다르며 특이할 수 있다. 1930년대와 1940년대에는 칠해진 백글라스 뒤에 장착된 조명이 득점 목적으로 사용되어 득점이 다소 임의적이었다. 조명은 종종 수십만 점을 나타냈다. 1950년대와 1960년대에는 득점 메커니즘이 기계식 바퀴로 제한되어 최고 점수가 종종 수백 또는 수천에 불과했다. 칠해진 백글라스 게임으로 얻은 전통적인 고득점을 유지하려는 노력으로, 아미 네이비와 같이 득점을 위해 기계식 바퀴를 사용한 첫 번째 핀볼 머신은 득점 끝에 영구적인 0을 추가하여 수백만까지 도달할 수 있도록 허용했다.
평균 점수는 1970년대 전자 디스플레이의 등장으로 다시 바뀌었다. 평균 점수는 곧 수만 또는 수십만으로 다시 증가하기 시작했다. 그 이후로 득점 인플레이션 추세가 나타났으며, 현대 기계는 무료 게임을 얻으려면 종종 10억 점 이상의 점수가 필요하다. 이러한 추세의 절정에서 윌리엄스의 노 피어: 데인저러스 스포츠와 잭봇은 수십억 점까지 플레이되었고, 윌리엄스의 조니 니모닉과 밸리/미드웨이의 어택 프롬 마스는 천억 점까지 플레이되었다.
1997년 Bally 게임 NBA 패스트브레이크는 주제에 충실하게 실제 농구 점수로 점수를 부여한다. 성공적인 샷은 1점부터 3점까지 얻을 수 있다. 게임이 끝날 때 100점을 얻는 것은 존경할 만한 것으로 간주되며, 이는 역대 가장 낮은 점수의 핀볼 머신 중 하나이다. 인플레이션된 점수는 핀볼 머신의 스페인어 이름 중 하나인 máquina del millón("백만 기계")의 원인이다.

### 특별 점수
- 최고 점수 목록: 플레이어가 역대 최고 점수 중 하나(또는 특정 날짜의 최고 점수)를 획득하면 해당 기계의 최고 득점자 목록에 자신의 이니셜을 추가하도록 초대된다. 최고 점수 목록에 이름을 올리는 것과 관련된 "자랑할 권리"는 경험이 풍부한 플레이어에게 새로운 기계를 숙달하도록 하는 강력한 동기 부여이다.

핀볼 디자이너는 또한 무료 게임 또는 크레딧을 얻을 기회를 제공하여 플레이어를 유인한다. 무료 게임을 얻는 방법은 다음과 같다.
- 리플레이: 플레이어가 지정된 점수를 초과하면 무료 게임이 주어진다. 일부 기계는 운영자가 리플레이 점수가 달성된 각 연속 게임에서 이 점수를 증가시키도록 설정하여 숙련된 플레이어가 단순히 모든 게임에서 동일한 리플레이 점수를 달성하여 사실상 무제한 플레이를 얻는 것을 방지할 수 있다.
- 스페셜: 플레이 중 무료 게임을 얻는 메커니즘은 일반적으로 "스페셜"이라고 불린다. 일반적으로 게임의 도달하기 어려운 기능은 스페셜을 위해 아웃레인(플리퍼의 가장 왼쪽과 가장 오른쪽 영역)을 밝힌다. 아웃레인은 항상 공을 잃기 때문에 거기에 "스페셜"을 갖는 것은 그곳을 목표로 할 가치가 있다(그리고 이 경우 일반적으로 유일한 시간이다).
- 매치: 게임 종료 시 플레이어 점수의 설정된 자리가 임의의 자리와 일치하면 무료 게임이 주어진다.[90] 초기 기계에서는 설정된 자리가 일반적으로 일의 자리였다. 점수 인플레이션 현상이 발생한 후(거의 모든 점수가 0으로 끝나게 됨), 설정된 자리는 일반적으로 십의 자리였다. 매치 가능성은 10분의 1인 것으로 보이지만 운영자는 이 확률을 변경할 수 있다. 예를 들어 모든 현대 윌리엄스 및 밸리 게임에서 기본값은 일반적으로 7%이다. 비수치적 방법이 때때로 매치를 부여하는 데 사용된다.
- 최고 점수: 밸리/미드웨이, 윌리엄스 및 스턴 핀볼 머신은 플레이어가 최고 점수 목록에 오르면 1~3개의 무료 게임을 제공한다. 일반적으로 1~4위 목록에는 1~2개의 크레딧이, 그랜드 챔피언에게는 3개의 크레딧이 부여된다.

무료 게임을 획득하면 윌리엄스 및 밸리/미드웨이 기계는 일반적으로 금속 조각이나 캐비닛 측면을 막대(노커라고 함)로 치는 솔레노이드로 크고 단일한 소리를 내거나, 덜 흔하게는 스피커로 소리를 낸다. "노킹"은 노커가 크고 독특한 소리를 낼 때 무료 게임을 획득하는 행위이다.

## 플레이 기술
핀볼의 주요 기술은 플리퍼 작동에 적절한 타이밍과 기술을 적용하고, 기울이지 않고 필요에 따라 플레이필드를 넛징하며, 점수 또는 기능을 위한 목표를 선택하는 것이다. 플레이필드의 왼쪽 하단 모서리에는 종종 가격 정보와 게임별 규칙 및 득점 기술에 대한 세부 정보가 포함된 안내문이 부착된다.

### 넛징
플레이어는 핀볼 머신을 움직이거나 부딪혀 공의 움직임에 영향을 미칠 수 있는데, 이를 "넛징" 또는 "쉐이킹"이라고 한다.
이러한 과도한 조작을 방지하는 틸트 메커니즘이 있다. 이 메커니즘은 일반적으로 다음과 같다.
- 전기화된 금속 링 중앙에 접지된 수직추: 기계가 너무 멀리 또는 너무 세게 흔들리거나 흔들리면 수직추가 링에 닿아 회로가 완성된다. 수직추는 일반적으로 원뿔 모양으로 되어 있어 조작자가 수직으로 밀어서 감도를 제어할 수 있다.
- 전기화된 공이 약간 경사진 램프에 있으며 램프 꼭대기에 접지된 기둥이 있다. 기계 앞쪽이 (말 그대로, 기울어져) 너무 높이 들어 올리면 공이 램프 꼭대기로 굴러 회로가 완성된다.
- 충격 센서: 일반적으로 동전 문, 플레이필드 및 캐비닛 자체에 있다.

이 센서 중 하나가 활성화되면 게임은 "틸트"를 감지하고 조명이 꺼지고 플리퍼의 솔레노이드가 작동하지 않으며 다른 플레이필드 시스템이 작동하지 않아 공이 플레이필드 아래로 바로 빠져나가는 것 외에는 아무것도 할 수 없게 된다. 틸트는 일반적으로 해당 공에서 플레이어가 얻었을 공 종료 보너스 점수를 몰수하게 된다. 마지막 공이고 플레이어에게 추가 공이 없으면 게임이 자동으로 종료된다. 이전 게임은 틸트 시 플레이 중인 공을 즉시 종료했다.
최신 게임은 플레이 중인 공을 희생하기 전에 틸트 경고를 제공한다. 틸트 경고 횟수는 기계 운영자에 의해 조정될 수 있다. 최근까지 대부분의 게임에는 동전 메커니즘을 차거나 때리거나 기계를 지나치게 격렬하게 다루는 것을 방지하기 위한 "슬램 틸트" 스위치가 있었는데, 이는 동전이 삽입되었다는 잘못된 표시를 주어 무료 게임 또는 크레딧을 얻을 수 있었다. 이 기능은 스턴 S.A.M 시스템 게임에서는 기본적으로 제거되었지만 옵션으로 추가할 수 있다. 슬램 틸트는 일반적으로 모든 플레이어의 현재 게임을 즉시 종료한다.

### 트랩핑
플레이어는 플리퍼로 공을 제자리에 고정하여 공을 앞으로 쏠 때 원하는 위치에 더 잘 배치할 수 있다. 이를 트랩핑이라고 한다.

## 제조 공정

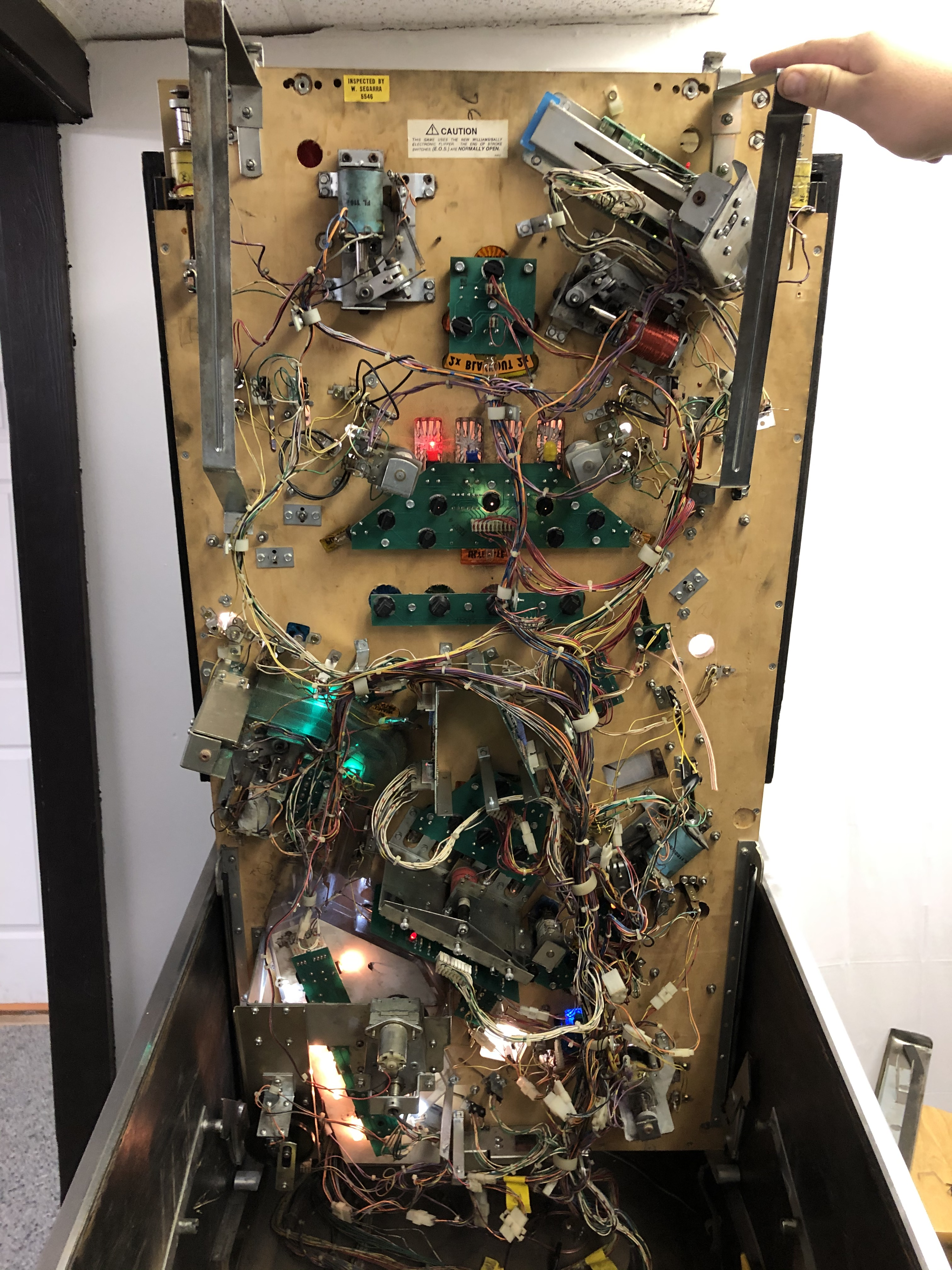
1990년대 플레이필드 하단, 다양한 기계 및 전기 부품을 보여준다.

핀볼 머신 조립은 복잡한 과정이며 여러 수동 단계를 포함한다.
게임의 전자 시스템 배선은 중요한 작업이다. 색상으로 구분된 유연한 배선 하니스는 일반적으로 많은 램프, 스위치 및 솔레노이드에 납땜되고 최신 기계의 주요 전자 회로 기판에 플러그로 연결된다. 기술자는 모든 전선(총 길이가 거의 반 마일에 달할 수 있음)이 올바르게 설치되었는지 확인하기 위해 일련의 지침과 템플릿의 안내를 받는다.
주요 건설은 한편으로는 앵커 금속 레일링과 같이 공이 플레이필드 밖으로 나가는 것을 방지하고 너트와 나사로 플라스틱 부품을 부착하는 것과 같은 기계 부품을 나무 플레이필드에 장착하는 것을 포함한다. 다른 한편으로는 범퍼, 슬링샷, 램프 및 깜박이는 조명 소켓과 같은 전기 부품이 설치된다. 모든 배선은 플레이필드에 고정되고 스피커, 주 변압기 또는 쉐이커 모터와 같은 큰 부품은 캐비닛 바닥에 볼트로 고정된다. 스프링 플런저, 버튼 및 기계가 있는 동전 문과 같이 플레이어가 접근할 수 있는 부품은 캐비닛에 직접 부착된다.
성공적인 테스트 후, 플레이필드는 최신 기계에서는 힌지에, 오래된 게임에서는 나사에 의해 캐비닛에 장착된다. 컴퓨터화된 게임의 캐비닛에는 부품이 거의 없다. 오래된 전기 기계식 게임에서는 하부 상자의 전체 바닥이 사용자 지정 릴레이 및 특수 득점 스위치를 장착하는 데 사용되어 훨씬 더 무거웠다. 플레이필드 상단을 보호하기 위해 강화 유리는 측면 레일로 밀어 넣고 금속 잠금 막대로 고정한다.
백박스는 최신 기계에서는 힌지에, 오래된 게임에서는 나사에 의해 설치된다. 백박스는 득점 디스플레이와 전자 회로 기판을 포함하며, 역사적으로 분리 가능한, 칠해진, 부분적으로 투명한 백글라스로 덮여 있었는데, 이는 플레이필드 디자인 및 캐비닛 아트만큼 게임의 매력을 정의했다. 손상된 백글라스는 복원하기 어렵기 때문에 새로운 게임은 투명 유리 뒤에 (때로는 선택적인) 플라스틱 트랜슬라이트를 사용한다.
기타 단계에는 스피커와 도트 매트릭스 디스플레이가 있는 분리 가능한 보드 또는 조명과 디스플레이가 있는 힌지 달린 나무 보드 설치가 포함된다. 캐비닛과 백박스는 역사적으로 스텐실로 분사되었고 나중에는 전체 크기 데칼 스티커로 적용된 아트워크로 덮여 있다.

### 솔레노이드
- 솔레노이드 또는 코일: 플리퍼 시대 이후의 모든 현대 핀볼 머신에 있다. 일반적으로 플레이필드 아래에 숨겨져 있거나 플레이필드 부품으로 덮여 있다. 코일에 전력을 가하면 전자기로 생성된 자기장이 금속 물체(일반적으로 플런저라고 함)를 움직이게 한다. 그러면 플런저는 플레이필드의 기능이나 액세서리에 기계적으로 연결된다.

플리퍼 솔레노이드는 하나의 패키지에 두 개의 코일 와인딩을 포함한다. 짧고 굵은 게이지의 '파워' 와인딩은 플리퍼에 초기 위쪽 추력을 제공하고, 길고 가는 게이지의 '홀드' 와인딩은 더 낮은 전력(및 훨씬 적은 열 발생)을 사용하며 본질적으로 플리퍼를 위로 유지하여 플레이어가 더 정확한 조준을 위해 인레인에서 공을 잡을 수 있도록 한다. 플리퍼가 위쪽 이동의 끝에 가까워지면 플리퍼 아래의 스위치가 파워 와인딩을 차단하고 두 번째 서스테인 와인딩만 남아 플리퍼를 제자리에 유지한다. 이 스위치가 '열린' 상태로 고장나면 약한 와인딩만 사용 가능하기 때문에 플리퍼가 사용 불가능할 정도로 약해진다. '닫힌' 상태로 고장나면 두 와인딩이 모두 플리퍼를 스트로크 상단에 유지하므로 코일이 과열되어 자체 파괴된다.
솔레노이드는 팝 범퍼, 킥백, 드롭 타겟 리셋 및 기계의 다른 많은 기능도 제어한다. 이 솔레노이드 코일에는 단일 코일 와인딩이 포함된다. 플런저 크기와 와이어 게이지 및 길이는 각 코일이 작업을 수행하는 데 필요한 강도에 맞게 일치되므로 일부 유형은 게임 전반에 걸쳐 반복되지만 일부는 그렇지 않다.
마이크로프로세서 게임에서 사용되는 모든 솔레노이드와 코일은 역기전력의 고전압 펄스를 제거하기 위해 특별한 역방향 바이어스 다이오드를 포함한다. 이 다이오드가 없으면 솔레노이드가 비활성화될 때 코일에 쌓인 자기장이 붕괴되어 배선에 짧고 고전압 펄스가 뒤로 생성되어 솔레노이드 제어에 사용되는 솔리드 스테이트 구성 요소를 파괴할 수 있다. 코일 교체 시 올바른 배선 극성을 유지해야 한다. 그렇지 않으면 이 다이오드가 데드 쇼트처럼 작동하여 전자 스위치를 즉시 파괴한다. 오래된 전기 기계식 AC 게임 솔레노이드는 기계식 스위치로 제어되었기 때문에 이 다이오드가 필요하지 않다. 그러나 DC에서 작동하는 전기 기계식 게임은 정류기를 보호하기 위해 다이오드가 필요하다.
매우 오래된 게임을 제외하고는 모두 낮은 DC 전압을 사용하여 솔레노이드 및 전자 장치(또는 릴레이)에 전력을 공급한다. 일부 마이크로프로세서 게임은 점수 디스플레이에 고전압(잠재적으로 위험함)을 사용한다. 매우 초기 게임은 솔레노이드에 저전압 AC 전력을 사용하여 더 적은 부품이 필요했지만 AC는 솔레노이드에 전력을 공급하는 데 덜 효율적이므로 더 무거운 배선과 더 느린 성능을 초래했다. 낮은 AC 콘센트 전압으로 어려움을 겪는 장소의 경우 전기 기계식 게임의 AC 변압기에 추가 탭이 제공되어 게임의 DC 전압 레벨을 높여 솔레노이드의 강도를 높일 수 있다. 마이크로프로세서 게임에는 부정확한 AC 공급 전압을 자동으로 보상하는 전자 전원 공급 장치가 있다.
역사적으로 핀볼 머신은 자체 운영 체제를 실행하는 사용자 지정 마이크로컨트롤러 플랫폼으로 제어되는 기본 CPU에 연결된 중앙 고정 I/O 보드를 사용했다. 열 흐름, 신뢰성, 진동 감소 및 서비스 가능성을 포함한 다양한 이유로 I/O 전자 장치는 게임의 상부 백박스에 위치했으며, 중앙 I/O 보드를 플레이필드 장치에 연결하기 위해 상당한 사용자 지정 배선 하니스가 필요했다.
일반적인 핀볼 머신 I/O 구성은 게임에서 솔레노이드, 모터, 전자석 및 기타 기계 장치를 구동하기 위한 16~24개의 출력을 포함한다. 이 장치는 순간적으로 최대 500W를 소비하고 최대 50Vdc에서 작동할 수 있다. 또한 64~96개의 개별 주소 지정 가능한 조명으로 구성된 개별 제어 조명이 있다. 최근 개발된 게임은 백열등에서 LED로 전환되었다. 그리고 플레이필드 및 백박스 아트워크에 넓은 조명을 제공하기 위해 두 개 이상의 고출력 조명 문자열이 병렬로 연결 및 제어되는 일반 조명 조명이 있다. 또한 12~24개의 고충격 조명 출력(전통적으로 백열등이지만 현재는 LED)이 게임 내에서 플래시 효과를 제공한다. 전통적으로 이들은 종종 솔레노이드 수준 드라이버에 의해 제어되었다.
게임은 일반적으로 기계식 리프 스위치, 광학 센서 및 전자기 센서와 같은 다양한 센서로부터 64~96개의 TTL 수준 입력을 포함한다. 때때로 와전류 센서와 같은 사용자 지정 센서를 시스템 TTL 입력에 적응시키기 위해 추가 신호 조절이 필요하다.
최근 일부 핀볼 제조업체는 일부 개별 제어 배선을 표준 통신 버스로 대체했다. 한 경우 핀볼 제어 시스템에는 사용자 지정 임베디드 네트워크 노드 버스, 사용자 지정 임베디드 리눅스 기반 소프트웨어 스택 및 48V 임베디드 전력 분배 시스템이 포함될 수 있다.

### 사용자 지정 기계

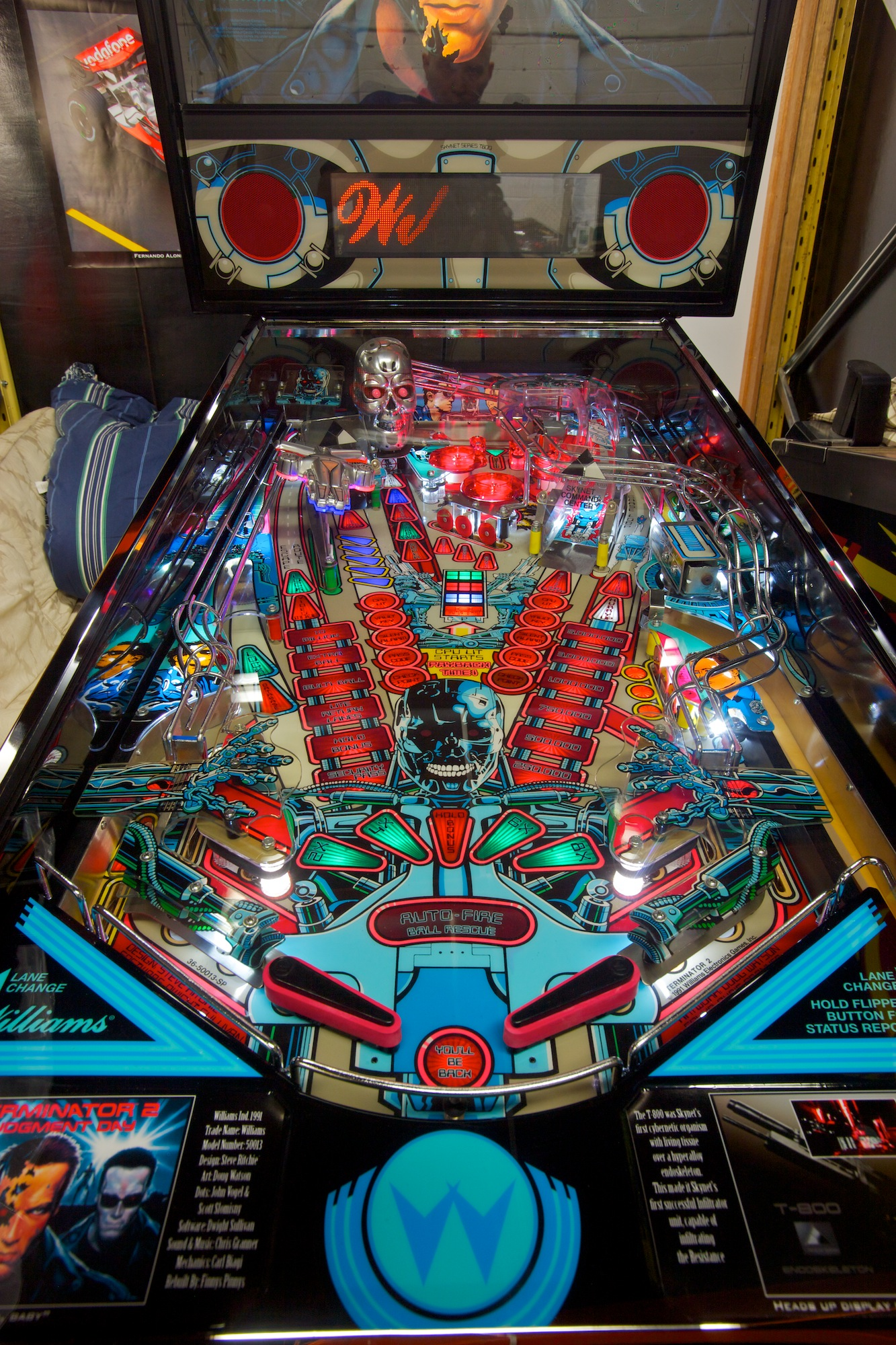
모든 금속 부품이 크롬으로 도금된 복원된 터미네이터 2 핀볼 머신

일부 취미가와 소규모 회사는 기존 핀볼 머신을 수정하거나 자신만의 맞춤형 핀볼 머신을 만든다. 예를 들어, 특정 주제나 테마를 가진 게임을 이 형태로 구입할 수 없거나 전혀 만들어진 적이 없는 게임을 원하는 사람들도 있다. 일부 맞춤형 게임은 프로그래밍 가능한 P-ROC 컨트롤러 보드를 사용하여 만들어진다. 수정에는 표준 모노 컬러 도트 매트릭스 디스플레이를 대체하는 ColorDMD 사용 또는 특징, 예를 들어 그림이나 다른 장난감 추가가 포함된다.
주목할 만한 몇 가지 맞춤형 핀볼 머신으로는 고스트버스터즈 테마 기계, 매트릭스 스타일 게임, 빌 팩스턴 핀볼, 소닉, 스타폭스, 프레데터, 아이언맨 기계가 있다.
데이터 이스트는 에런 스펠링, 마이클 조던 및 영화 리치 리치와 같은 맞춤형 핀볼 게임을 제조한 몇 안 되는 일반 핀볼 회사 중 하나였지만, 이러한 게임은 기본적으로 기존 또는 곧 출시될 핀볼 머신(리설 웨폰 3 또는 더 후의 토미 핀볼 마법사 등)의 수정이었다.

## 대회
핀볼 월드 챔피언십은 1972년과 1973년에 세계 핀볼 협회(World Pinball Association) 주관으로 워싱턴 D.C. 지역에서 두 차례 개최되었으며, 이 협회는 지역 토너먼트 결과를 보도하는 뉴스레터도 발행했다.
1974년, 저지 시티 스테이트 칼리지의 학생들은 핀볼 경기를 축구와 같은 학교 정식 종목으로 만들고 싶어 다른 학교 클럽과 경쟁하기 위해 핀볼 클럽 팀을 시작했다. 그들은 다른 두 학교에 참여를 요청했다. 세인트 피터스 칼리지는 도전을 받아들였지만 다른 학교는 그러지 않았다.
경쟁력, 형식 및 구조가 다양한 많은 핀볼 리그가 형성되었다. 이러한 리그는 워싱턴 D.C. 지역의 자유 주 핀볼 협회(FSPA)부터 일본의 도쿄 핀볼 협회(TPO)에 이르기까지 전 세계에 존재한다. 1990년대 후반, 게임 제조업체는 일부 게임에 플레이어에게 지역 리그 가입을 권장하는 메시지를 추가하고 잠재적인 리그 플레이어가 조사할 수 있도록 웹사이트 주소를 제공했다.
최근 몇 년 동안 프로 및 아마추어 핀볼 협회(PAPA)와 국제 플리퍼 핀볼 협회(IFPA)가 모두 재출범하면서 경쟁 핀볼이 점점 더 인기를 얻고 있다.
핀볼 플레이어 순위를 매기는 두 가지 다른 시스템이 존재한다. 세계 핀볼 플레이어 순위(WPPR)는 IFPA에서 만들었다. WPPR 공식은 필드의 플레이어 수와 질을 고려하여 전 세계 약 200개 IFPA 인증 이벤트에 대해 해당 계산을 기반으로 포인트를 부여한다. PAPA는 PAPA 고급 등급 시스템(PARS)으로 알려진 등급 시스템을 관리하며, 글리코 레이팅 시스템을 사용하여 10만 건 이상의 경쟁 경기 결과를 수학적으로 분석한다. 2008년부터 IFPA는 세계 선수권 대회를 개최하여 상위 WPPR 랭킹 플레이어를 초대하여 경쟁하고 있다. 2019년 타이틀 보유자는 독일의 요하네스 오스터마이어이다.
PAPA는 또한 연례 PAPA 월드 핀볼 챔피언십에서 A 디비전 우승자를 월드 핀볼 챔피언으로 지정한다. 현재 주니어(16세 이하) 및 시니어(50세 이상) 월드 챔피언은 각각 조슈아 헨더슨과 폴 맥글론이다. 사무엘 오그덴은 PAPA 토너먼트에서 가장 기억에 남는 챔피언 중 한 명이 되었으며, 2004년부터 2008년까지 50세 이상 부문에서 4연속 우승을 차지했다.
2018년 IFPA와 스턴 핀볼은 스턴 프로 서킷을 만들었다. 이 시리즈의 상위 32위 예선 통과자는 스턴 프로 서킷 결승전에 초청되어 초대 전용, 참가비 없는 이벤트에서 예선 통과 모든 참가자가 상금을 획득한다.
널리 채택된 토너먼트 규칙, 표준 경쟁 형식 및 신규 플레이어를 위한 가이드와 함께 경쟁 핀볼의 인기는 계속 증가하고 있다.

## 비디오 게임 시뮬레이션
핀볼 머신 시뮬레이션은 비디오 게임의 인기 테마가 되기도 했다. 시카고 코인의 TV 핑게임(1973)은 하단에 패들이 달린 수직 플레이필드를 가진 핀볼의 디지털 버전으로, 다이얼로 제어되며 화면은 단순한 사각형으로 채워져 장애물, 범퍼, 주머니를 나타냈다. 이것은 미드웨이 매뉴팩처링의 TV 플리퍼(1973), 엑시디의 TV 핀볼(1974), 아타리, Inc.의 핀 퐁(1974) 등 여러 클론의 영감을 받았다. 후자는 다이얼 컨트롤을 버튼 컨트롤로 대체했다.
기타 초기 핀볼 비디오 게임으로는 이와타니 토루의 게이 비 (1978), 밤 비 (1979), 그리고 큐티 큐 (1979), 테칸의 아케이드 게임 핀볼 액션 (1985), 아타리 2600 게임 비디오 핀볼 (1980), 그리고 데이비드의 미드나이트 매직 (1982)이 있다. 1983년 애플 II용으로 출시된 빌 버지의 핀볼 건설 세트는 사용자가 자신만의 시뮬레이션 핀볼 머신을 만들고 플레이할 수 있도록 허용했다.
대부분의 초기 시뮬레이션은 탑다운 2D였다. 프로세서와 그래픽 기능이 향상되면서 보다 정확한 공 물리와 3D 핀볼 시뮬레이션이 가능해졌다. 기계의 "움직임"을 위해 하나 이상의 키(때로는 스페이스바)를 사용하여 활성화할 수 있는 틸팅도 시뮬레이션되었다. 핀볼 팬들이 키보드나 마우스를 사용하는 대신 게임 플레이에 정확한 느낌을 더할 수 있도록 핀볼 버튼 컴퓨터 주변 장치도 출시되었다. 현대 핀볼 비디오 게임은 종종 메트로이드 프라임 핀볼, 마리오 핀볼 랜드, 포켓몬 핀볼, 커비의 핀볼 랜드, 소닉 스핀볼과 같은 기존 프랜차이즈를 기반으로 한다.
1990년대의 인기 핀볼 시뮬레이션으로는 핀볼 드림스, 프로 핀볼, 3D 핀볼: 스페이스 캐디트가 있으며, 윈도우 2000과 윈도우 XP에 포함되었다. 더 최근의 예로는 핀볼 FX (2007), 핀볼 FX 2, 핀볼 FX 3, 핀볼 FX (2023)이 있다.
모든 주요 가정용 비디오 게임 및 컴퓨터 시스템, 태블릿 컴퓨터 및 스마트폰용 이 출시되었다. 핀볼 머신 생성 및 재현을 위한 핀볼 비디오 게임 엔진 및 에디터에는 예를 들어 비주얼 핀볼, 퓨처 핀볼 및 유닛 3D 핀볼이 있다.
BBC 뉴스 기사는 젠 핀볼과 더 핀볼 아케이드와 같은 가상 핀볼 게임을 핀볼 문화를 보존하고 새로운 청중에게 알리는 방법이라고 설명했다. 역사적인 핀볼 머신 보존의 또 다른 예는 클래식 자카리아 핀볼 머신의 디지털 재현으로 구성된 자카리아 핀볼이다.
2022년에 플러터는 온라인 핀볼 게임을 출시했다. 같은 해 구글은 IOS에 이스터 에그 핀볼 게임을 출시했다.

## 대중문화에서
아마도 핀볼에 관한 가장 유명한 미디어는 더 후의 토미 (1969)라는 록 오페라 앨범일 것이다. 이 앨범은 "귀머거리, 벙어리, 눈먼 아이"라는 주인공 토미를 중심으로 하며, 그는 "핀볼 마법사"가 되고 나중에는 핀볼을 상징과 도구로 사용하여 구세주 임무를 수행한다. 이 앨범은 나중에 영화와 무대 뮤지컬로 제작되었다. 이 영화에는 고틀립 킹즈 앤 퀸즈 기계와 고틀립 부캐루 기계가 등장한다. 마법사는 그 이후로 숙련된 핀볼 플레이어를 지칭하는 용어로 대중적인 사용으로 옮겨졌다.

## 같이 보기
- 핀볼 기계 목록
- 핀볼 제조업체 목록
- 핀볼 명예의 전당 - 네바다주 라스베이거스에 위치한 핀볼 아케이드.
- 스페셜 웬 릿 - 핀볼에 관한 다큐멘터리 영화
- 에드 크린스키, 게임 디자이너 및 혁신가
- 존 W. 바움가트너, 로스앤젤레스 시의원(1933~35), 핀볼 기계 반대
- 핀볼 박물관